# ألكسندر كابانيل
ألكسندر كابانيل (بالفرنسية: Alexandre Cabanel) (28 سبتمبر 1823 - 23 يناير 1889) كان رسامًا فرنسيًا. رسم الموضوعات التاريخية والكلاسيكية والدينية بالأسلوب الأكاديمي. كان معروفًا أيضًا بكونه رسامًا للبورتريه. يعتبر كابانيل من أبرز رسامي الحركة الأكاديمية في القرن التاسع عشر حتى أصبح الرسام المفضل لدى الإمبراطور نابليون الثالث.

## سيرة ذاتية

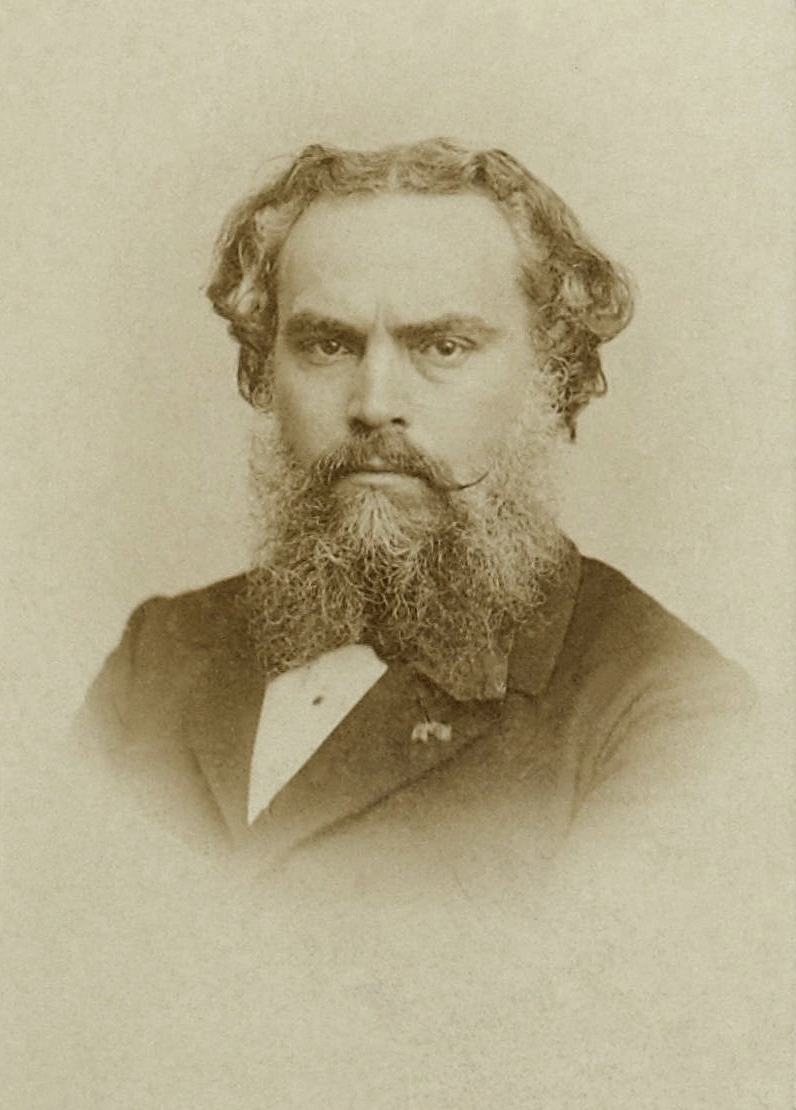
الكسندر كابانيل 1865.

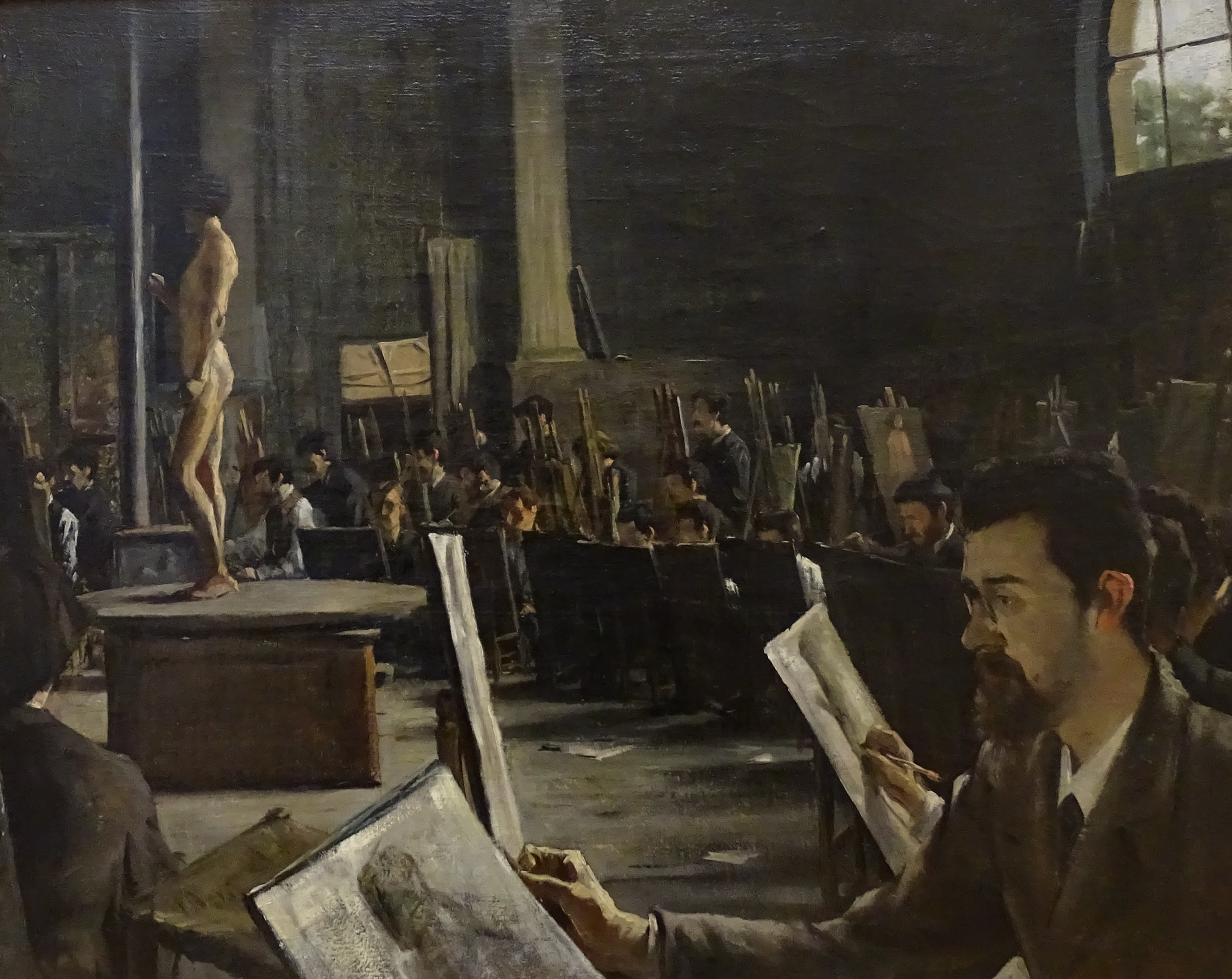
ورشة عمل كابانيل في مدرسة الفنون الجميلة ، 1883

وُلد كابانيل عام 1823 في حرم مونبلييه في جنوب فرنسا، ونشأ في بيئة أكاديمية تقليدية. انتقل إلى باريس عندما كان طفلاً، ودخل مدرسة الفنون الجميلة في ورشة فرانسوا إدوارد بيكو في عام 1840. في عام 1845 ، أكمل دراسته بنجاح وحصل على جائزة روما الكبرى عن رسمه المسيح أمام القضاة. استقر كابانيل مع صديقه، جامع ومتذوق العصور القديمة أ. بروي، في روما، حيث تبلور أسلوبه أخيرًا. تم انتخاب كابانيل عضوًا في المعهد عام 1863. تم تعيينه أستاذاً في مدرسة الفنون الجميلة عام 1864 ودرّس هناك حتى وفاته. كان مرتبطًا ارتباطًا وثيقًا بصالون باريس بحيث تم انتخابه بانتظام في لجنة تحكيم الصالون ويمكن عد تلاميذه بالمئات. أدى رفضه مع ويليام بوغيرو للسماح للرسام الانطباعي إدوار مانيه والعديد من الرسامين الآخرين لعرض أعمالهم في الصالون عام 1863 إلى إنشاء صالون المنبوذين الشهير من قبل الحكومة الفرنسية.

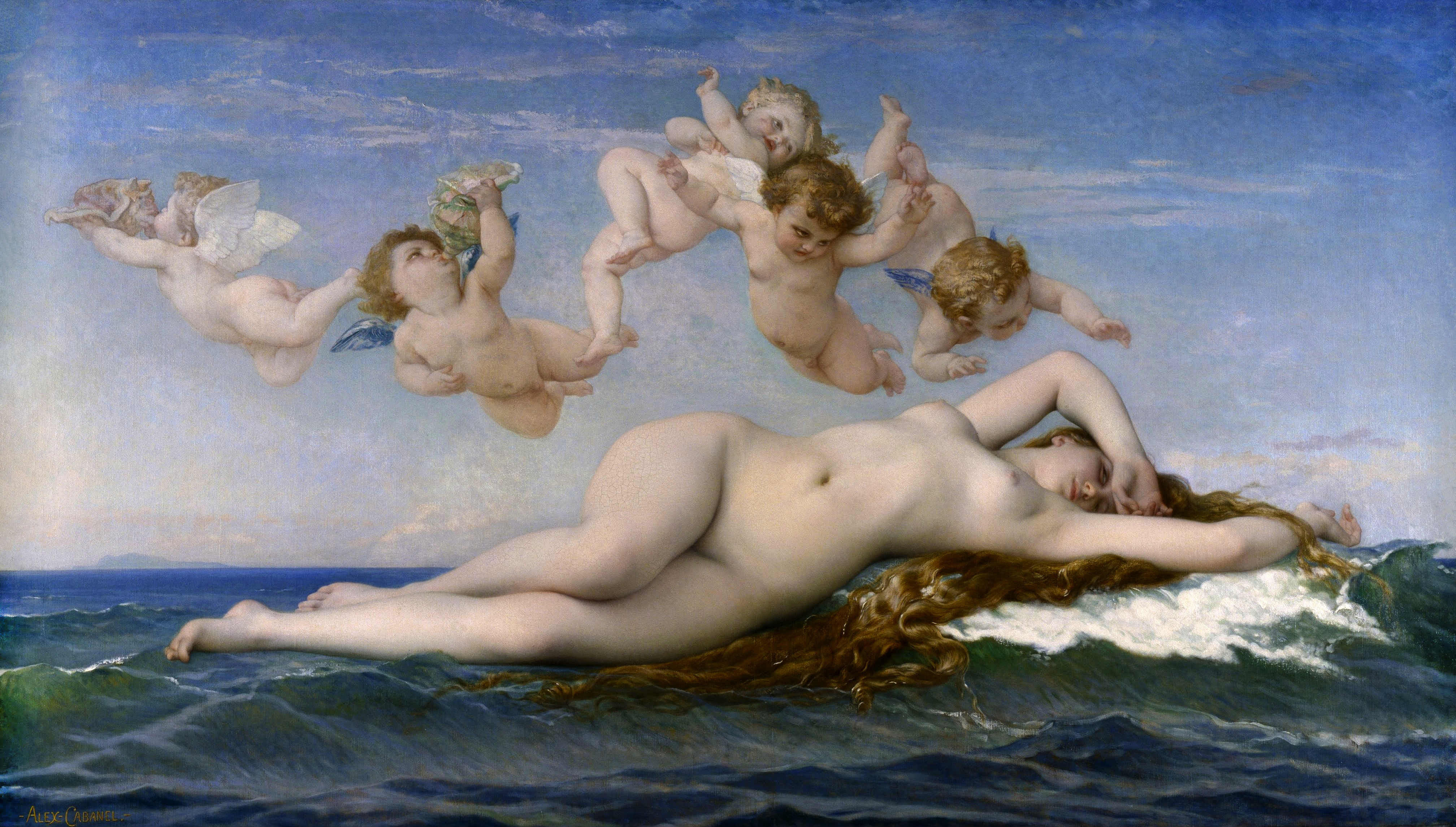
ميلاد فينوس 1863

لوحته عام 1863 ميلاد فينوس هي واحدة من أفضل الأمثلة المعروفة للرسم الأكاديمي في القرن التاسع عشر. تم شراء الصورة من قبل الإمبراطور نابليون الثالث؛ هناك أيضًا نسخة طبق الأصل أصغر (تم رسمها عام 1875 لمصرفي، جون وولف) موجودة في متحف متروبوليتان للفنون في مدينة نيويورك. أعطيت لهم من قبل وولف في عام 1893.
عُرضت لوحة «موت موسى» التي جلبها كابانيل من روما في صالون عام 1852 وجلبت لمؤلفها جائزة المعرض الأولى في سلسلة لا نهاية لها من الميداليات والجوائز. أصبح أداء كابانيل في صالون باريس، كما كان، مقدمة، سمة مميزة للحياة الفنية للإمبراطورية الثانية. في وقت لاحق، بدأ الفنان في إمداد بلاط لويس نابليون بونابرت. دعا العديد من النساء العاريات إلى حد ما إلى ليصور في أعماله شولاميث، إيكو، وكليوباترا، وفايدرا.

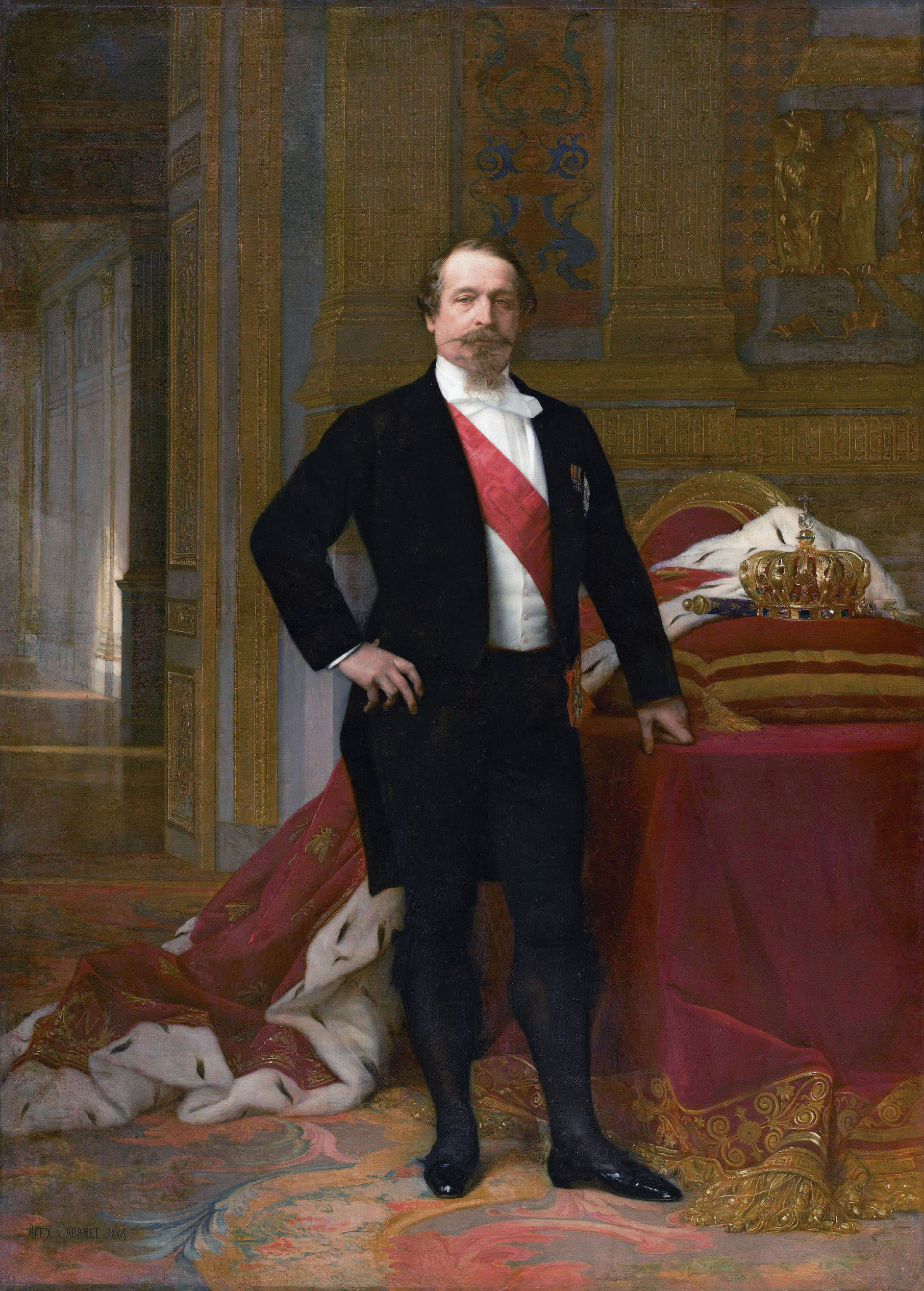
نابليون الثالث بريشة كابانبل 1864

أثارت خصائص فن كابانيل ذوق العملاء البارزين. في عام 1855 ، حصل على الميدالية الأولى في المعرض العالمي لعام 1855 عن لوحة «انتصار سانت لويس». وفي عام 1863 عرض في الصالون لوحة «ميلاد فينوس» - وقد حقق نابليون الثالث نجاحًا كبيرًا بعد أن اشتراها لمجموعته الشخصية. حصل كابانيل أيضًا على وسام جوقة الشرف، وفي عام 1864 تمت ترقيته إلى رتبة ضابط، وفي عام 1878 - إلى قائد الأمر. في عام 1863 انتخب عضوا في الأكاديمية. في نفس العام 1863 ، الذي دخل في تاريخ الفن الفرنسي بفضل صالون المنبوذين الشهير، كان موقف كابانيل الرسمي باعتباره «الرسام الأول للإمبراطورية» جيد جداً. اشترى نابليون الثالث لنفسه لوحتين لكابانيل - «اغتصاب حورية» (1860 ، ليل، متحف الفنون الجميلة) و «ميلاد فينوس» (1863 ، باريس، اللوفر). في المعرض العالمي في باريس عام 1867 ، عرض كابانيل اللوحة الضخمة «الطرد من الجنة»، التي أمر بها الملك لودفيغ الثاني ملك بافاريا، وهي موجودة الآن في ميونيخ. استخدم كابانيل التأثير الزخرفي الجميل لأسلوب الرسم الخاص به عند طلاء فندق إميل وإسحق بريير. تبعه رسامي اللوحات الجدارية الفرنسيين في القرن الثامن عشر، وكذلك في معرض فيينا العالمي لعام 1873 ، قام يتصميم لوحة سقفة ضخمة على شكل بيضاوي، مخصصة لسقف متحف اللوفر. كان كابانيل أيضًا مشهورًا جدًا كرسام بورتريه، خاصة بين السيدات النبيلات، حيث كان يعرف كيف يمنح الدوقات والكونتيسات والماركيز مظهرًا مثيرًا للاهتمام ومميزًا بتلوينه الفاتر الخافت بمهارة. كان أقل سعادة بتصور الرجال، صورة نابليون الثالث عام (1864).

### الأسلوب

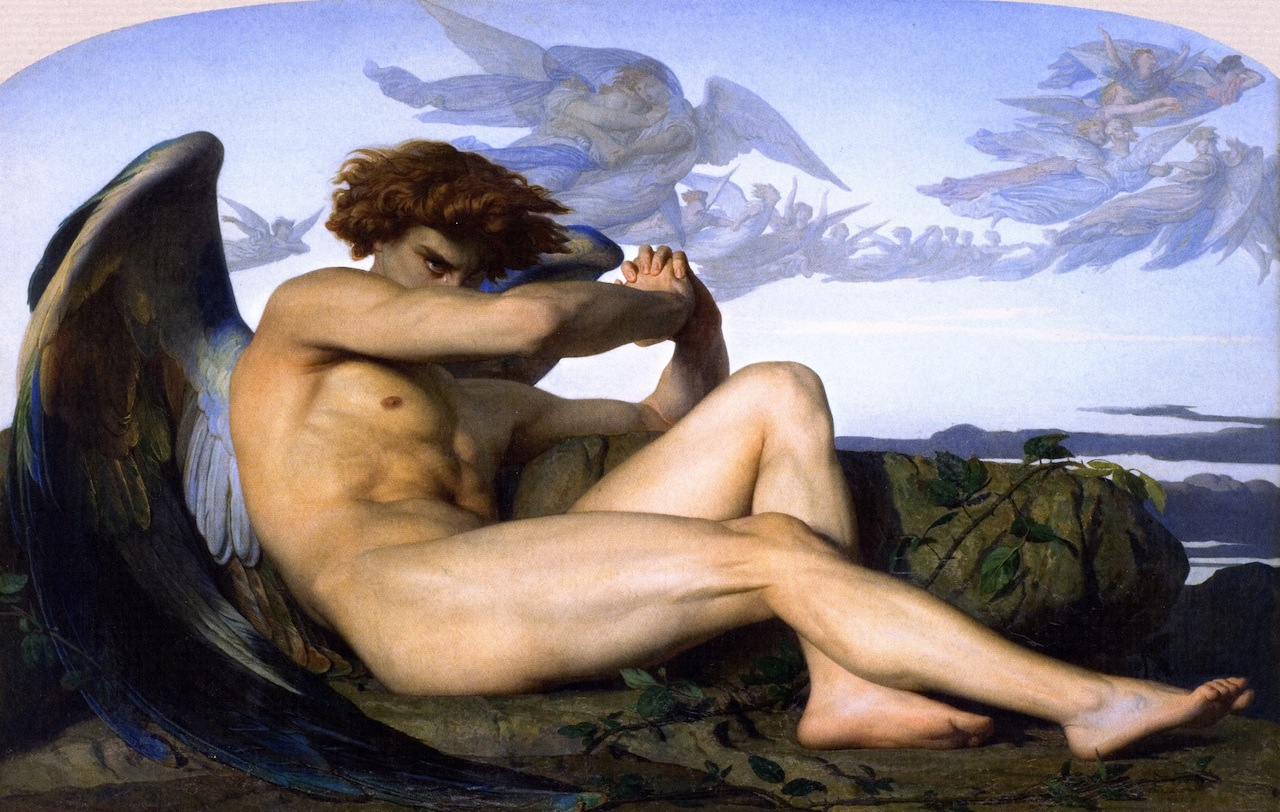
الملاك الساقطُ بريشة الكسندر كابانيل رسمها سنة 1847. يصور العمل «لوسيفر» الملاك الساقط لحظة طرده من الجنة بعد التمرد الذي قاده. أللوحة ضمن مجموعة خاصة.

من خلال أستاذه فرانسوا إدوارد بيكو، كان كابانيل على اتصال بالمدرسة الكلاسيكية لجاك لويس دافيدز، لا يزال ملتزمًا بالقواعد الأكاديمية الصارمة، لكنه أظهر موهبة رسم وتكوين غير مسبوقة. حقق كابانيل نجاحًا دائمًا فقط عندما تحول إلى رسم الموضوعات الأسطورية وبالتالي إلى تمثيل العراة. لا يهدف كابانيل إلى الإمساك بالحقيقة الطبيعية والجسدية، بل يعطيها نغمة وردية، بالإضافة إلى الخطوط المورقة، تذكرنا بأعمال فرانسوا باوتشر وغيره من أساتذة الروكوكو. من أشهر أساليب كابانيل كان يقوم بأخفاض رتابة الوجوه «بنظرة ملتهبة»، وعينين متوسعتين، ومحاطتين في الظلال، وإيماءات لطيفة، ولون وردي غير طبيعي للأجساد.
طوال حياته، كان كابانيل فنانًا متميزًا ومداعبًا، ظل مخلصًا للأساليب التي تعلمها. أعماله، كما كانت، خالدة. مشاهده الأسطورية، المليئة بالنعيم المهذب والنعمة المتعمدة والغموض المثير، تعيد خلق المثالية الجمالية للعصر، على عكس الانطباعيين، تم نسيان كابانيل ببطء. نظم متحف والراف ريتشارتز في كولونيا معرضًا خاصًا شاملاً لاعمال الفنان في ربيع 2011 بالتعاون مع مصمم الأزياء كريستيان لاكروا والعديد من المتاحف مثل متحف فابر في مونبلييه.

## أعمال

بورتريات نسائية
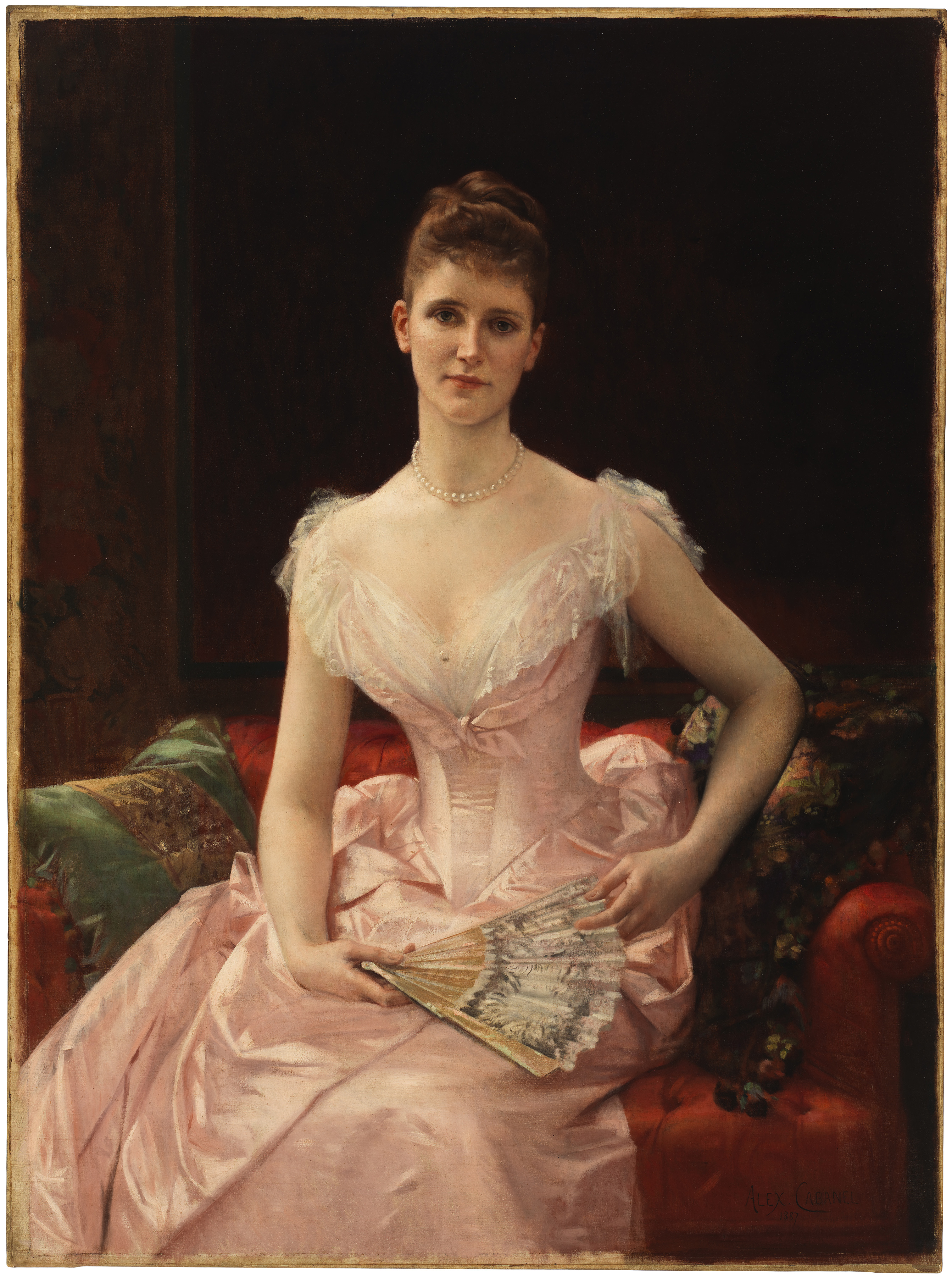
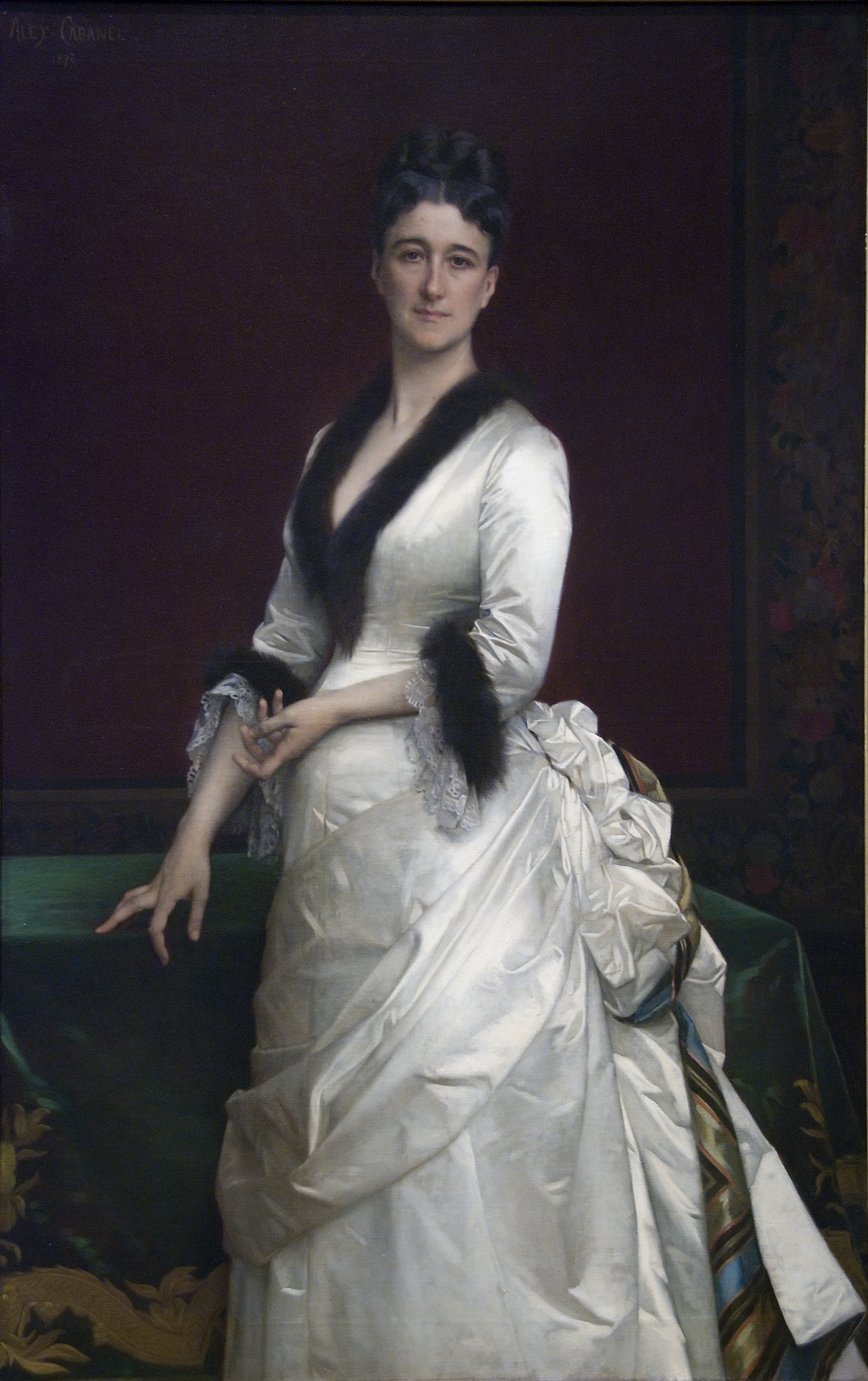
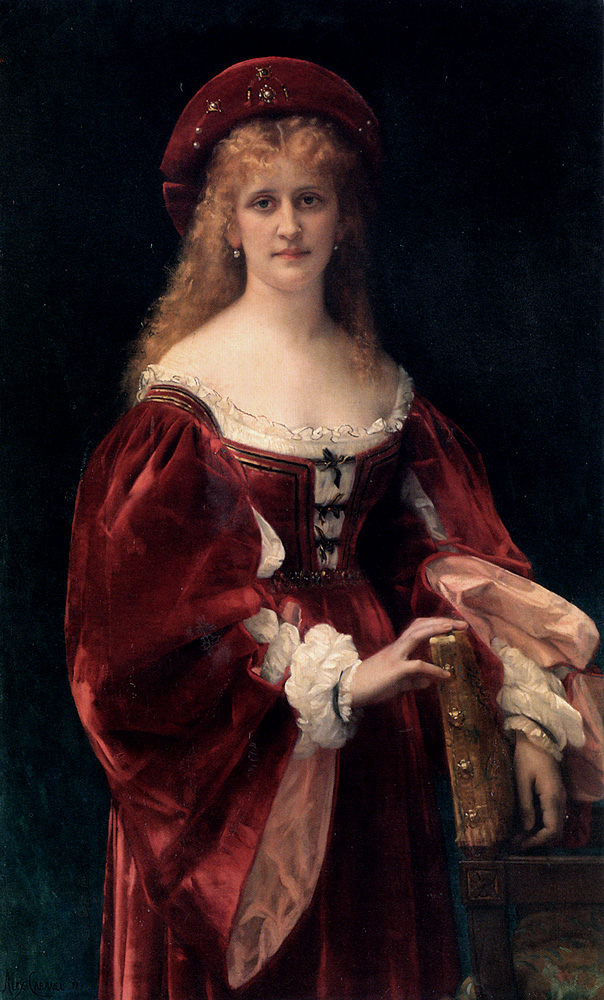
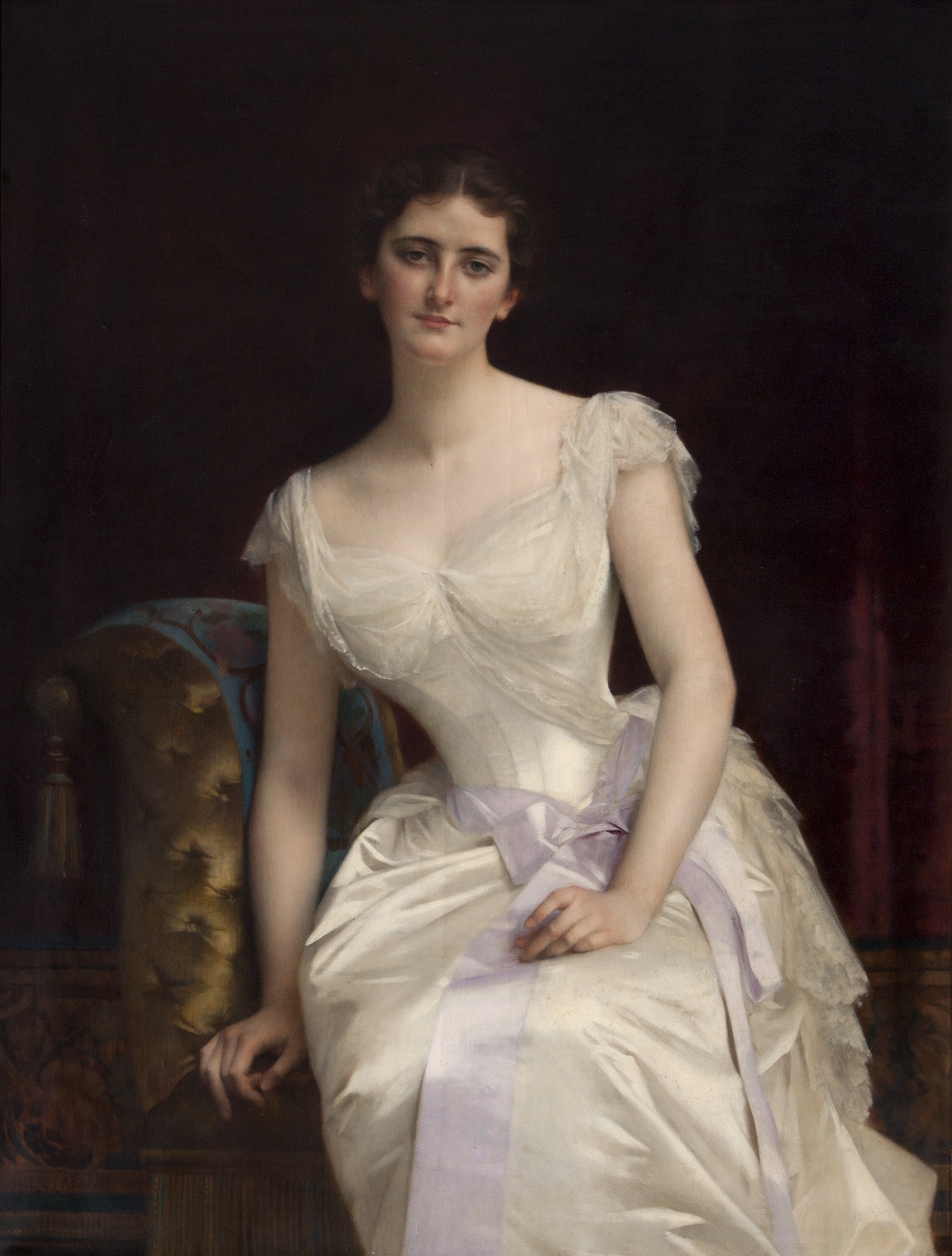
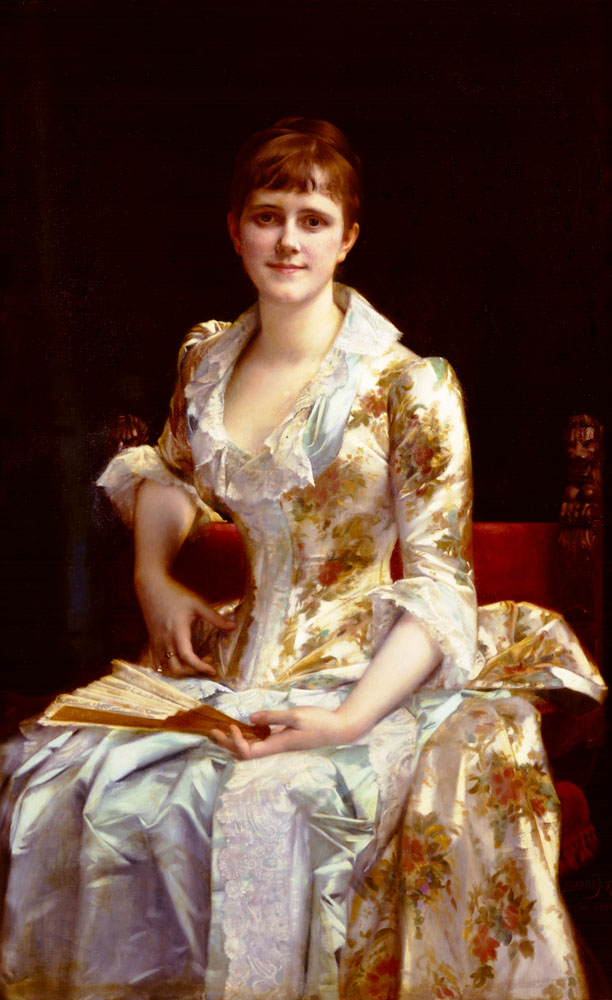
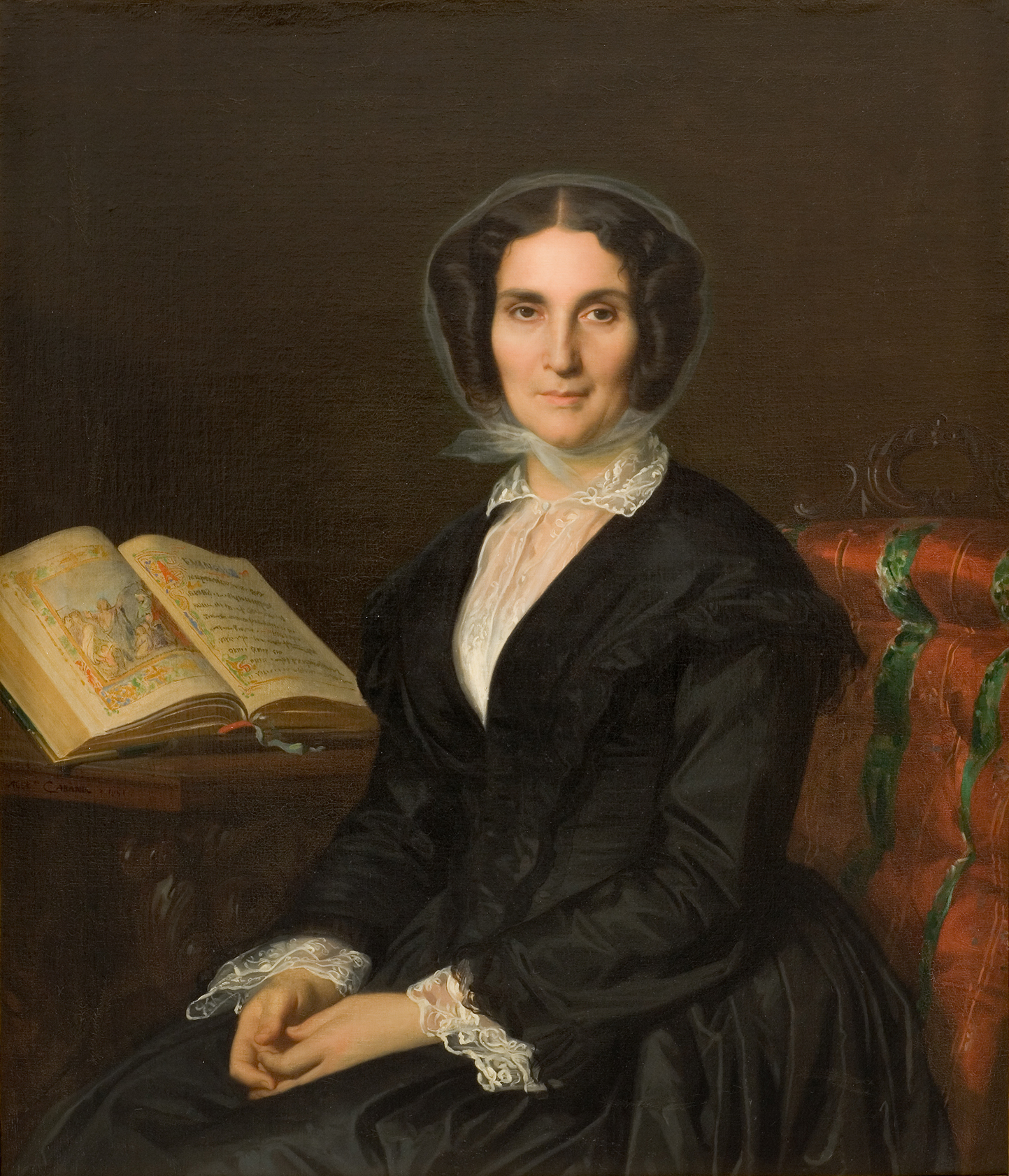
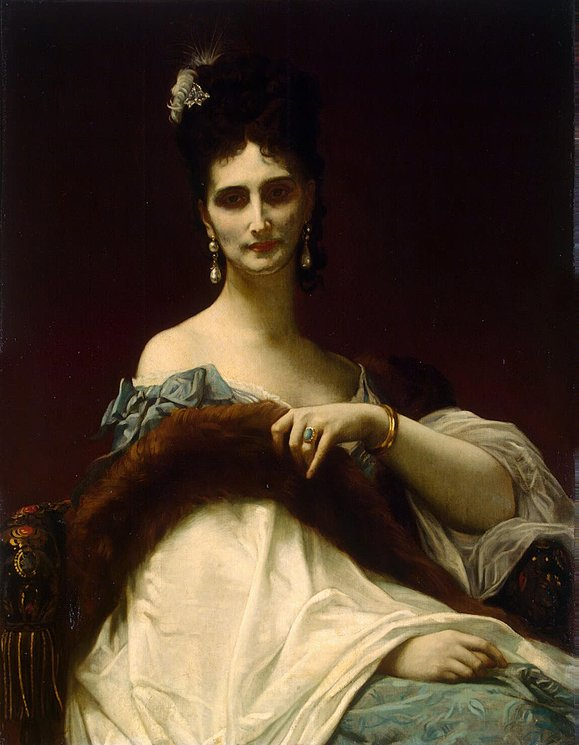

بورتريات رجالية
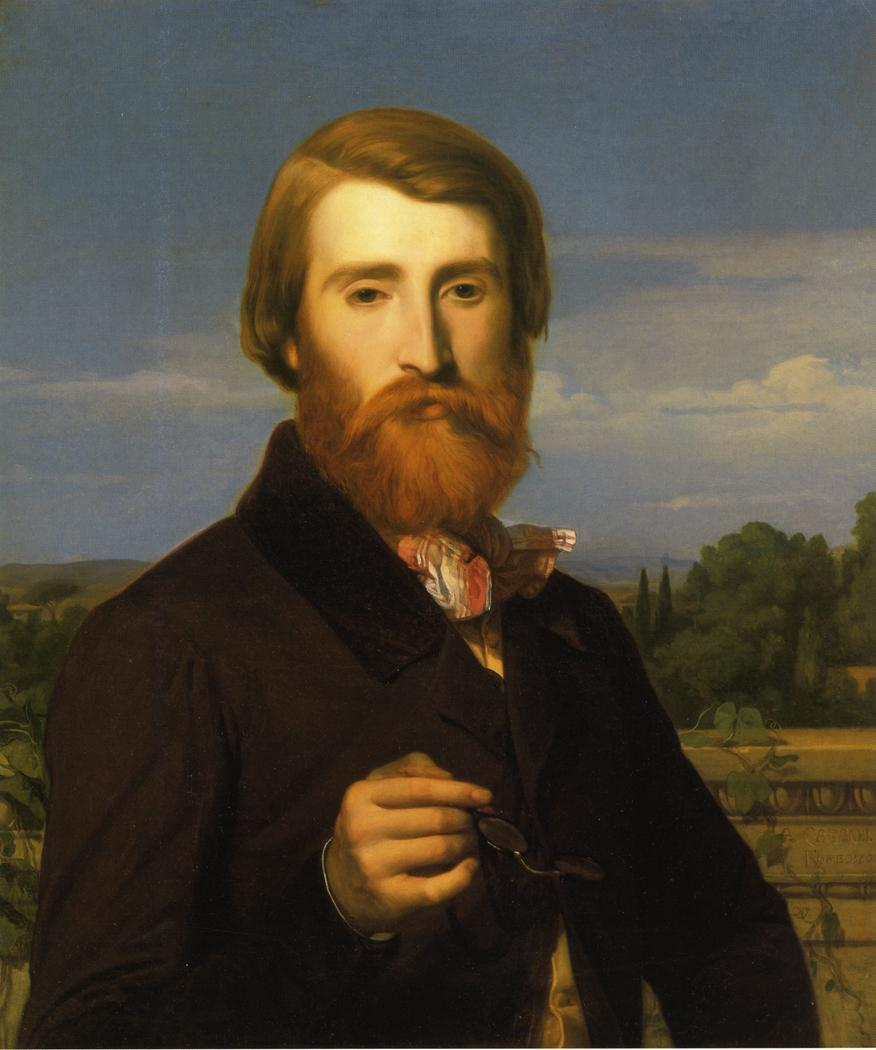
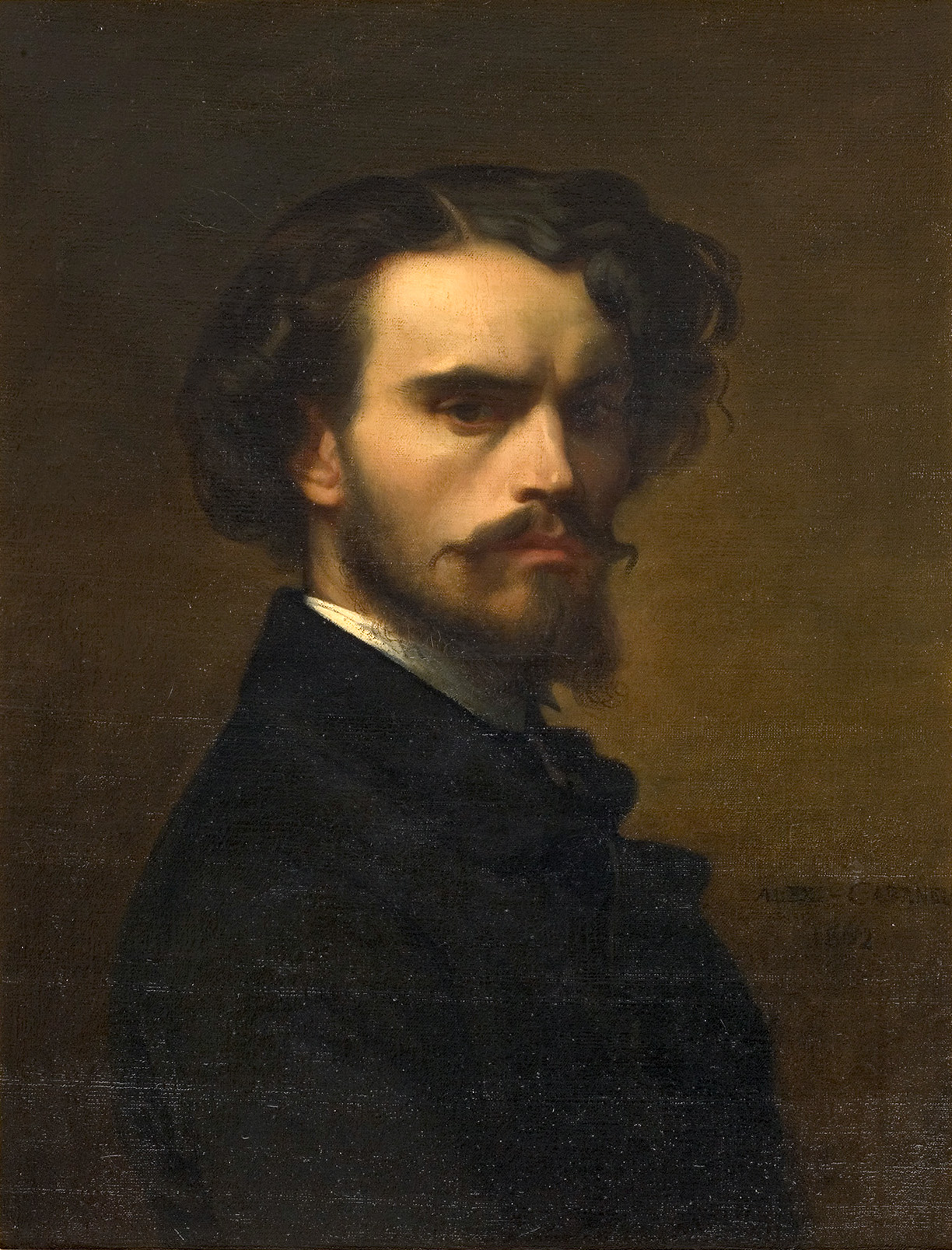
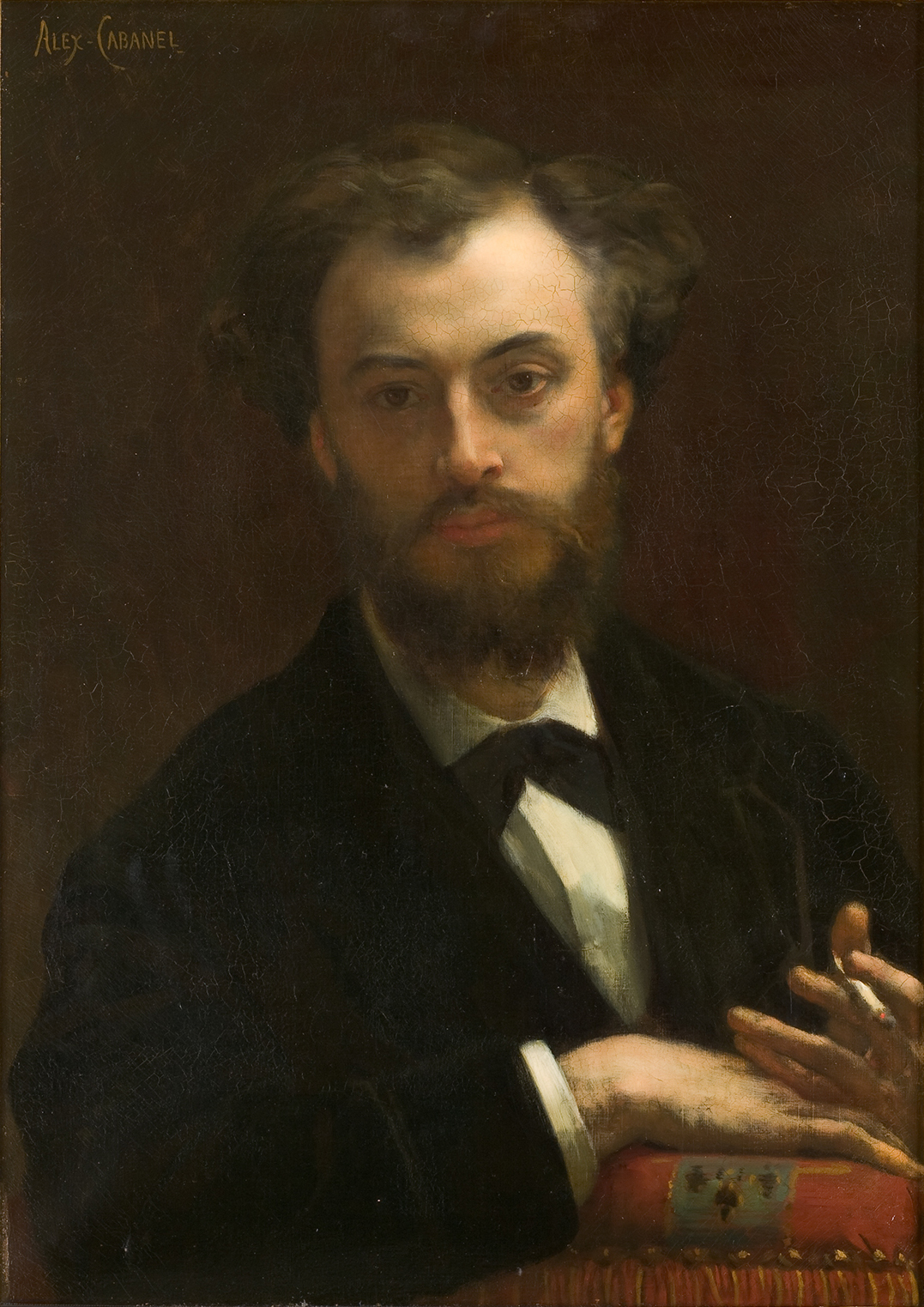
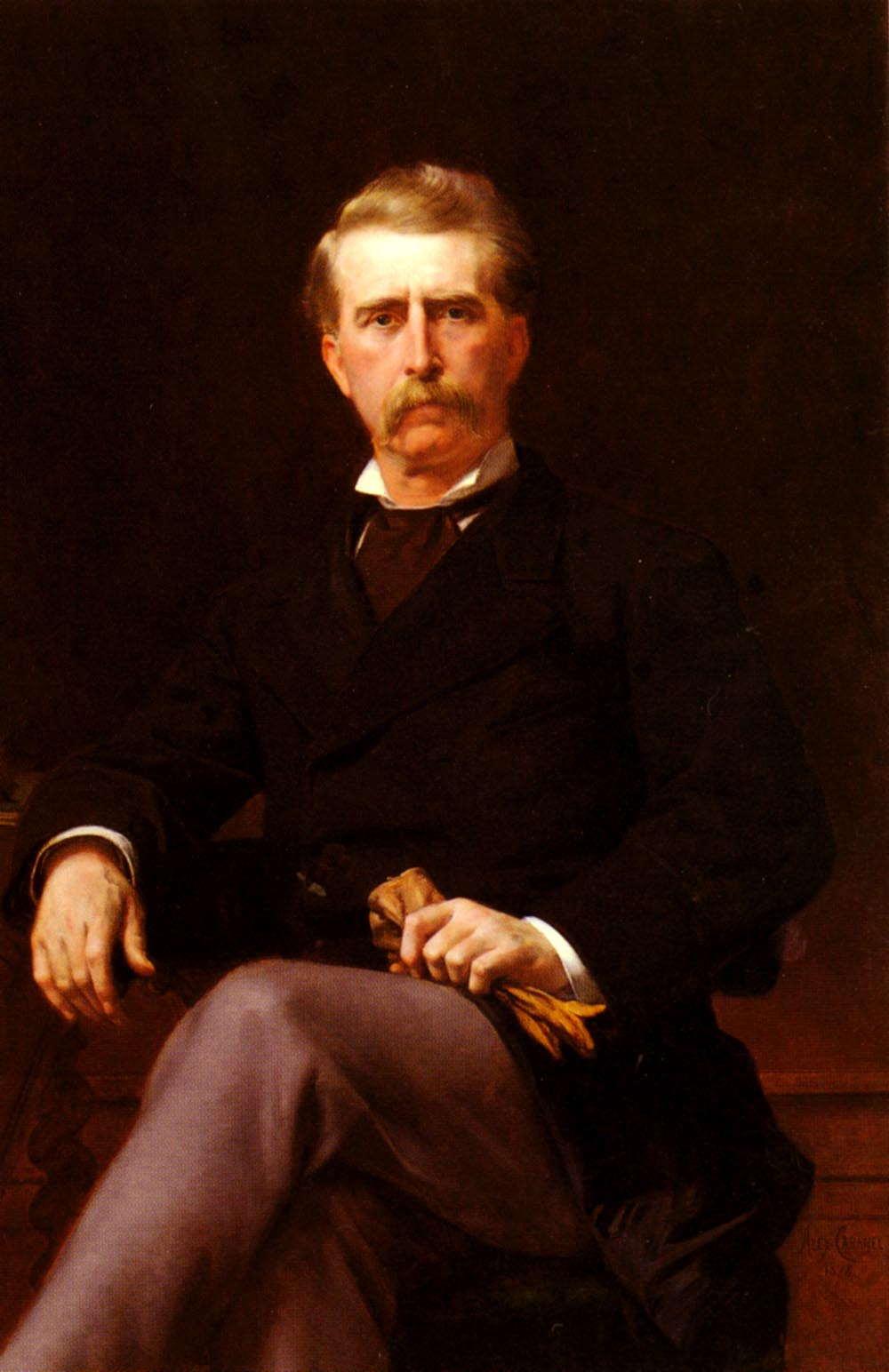
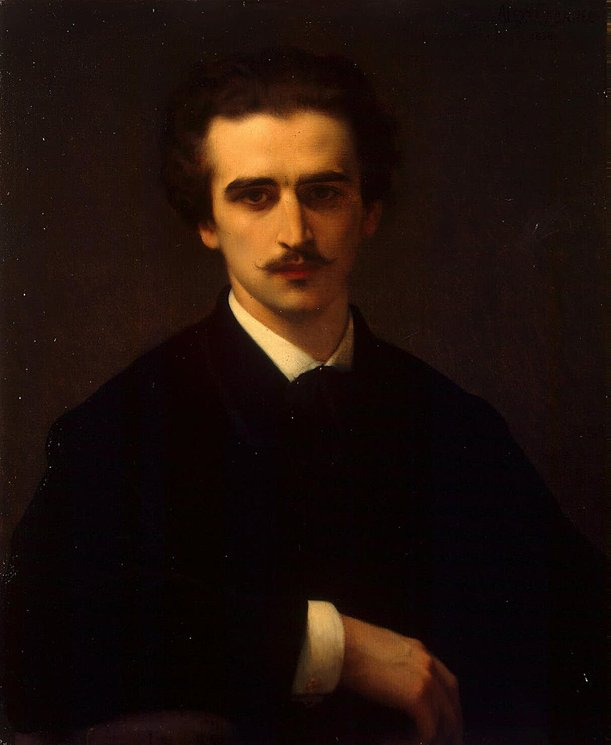

لوحات فنية
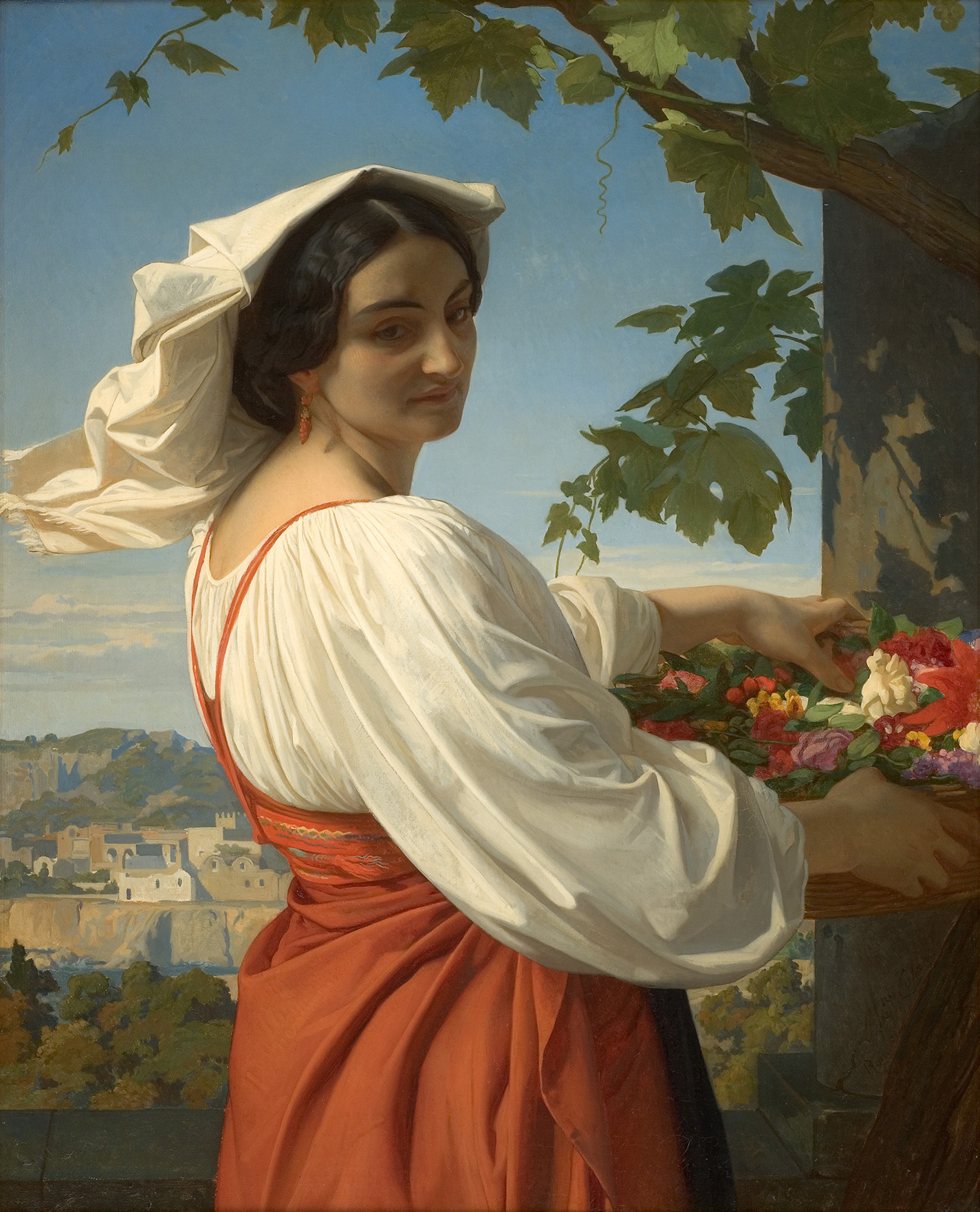
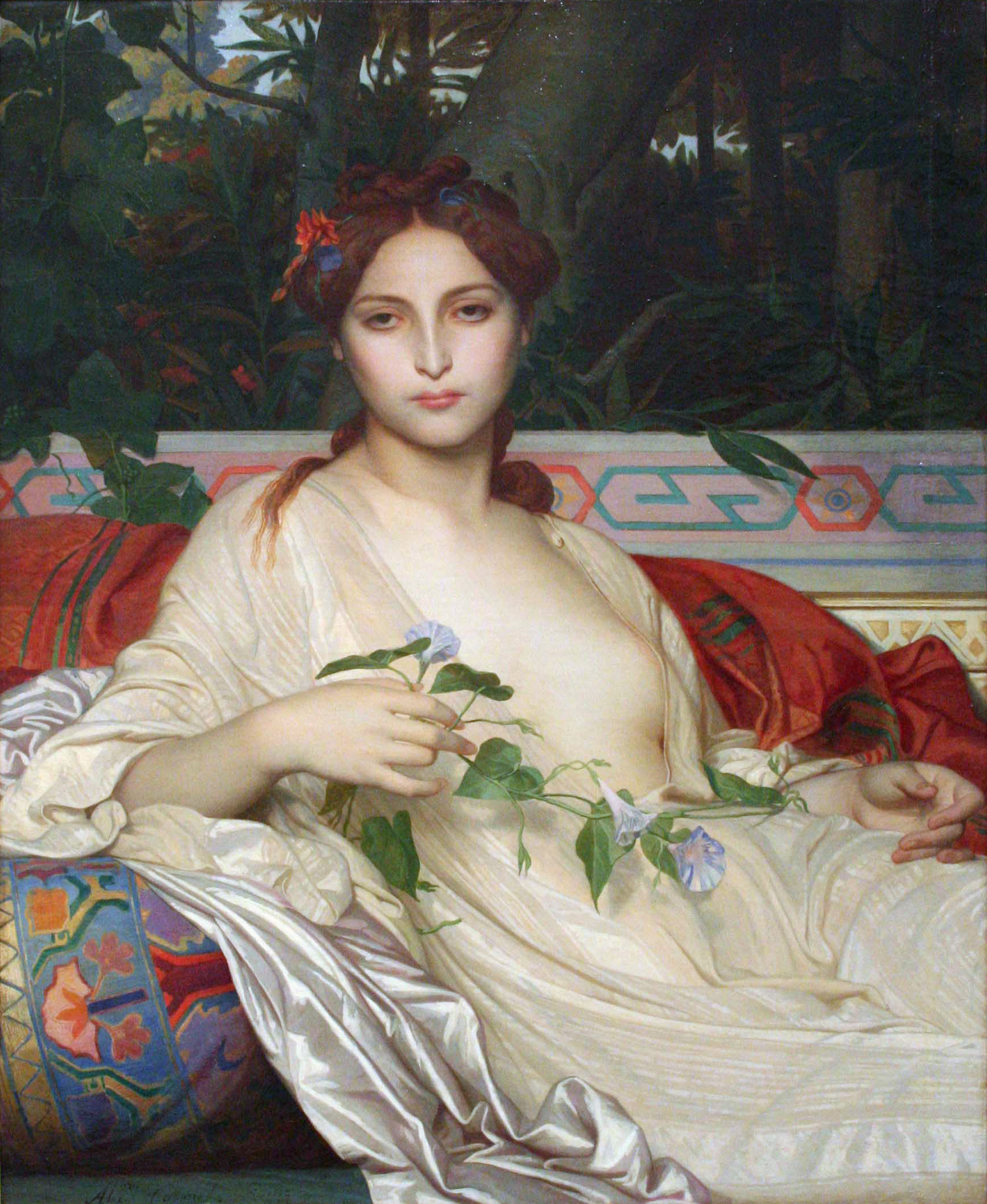
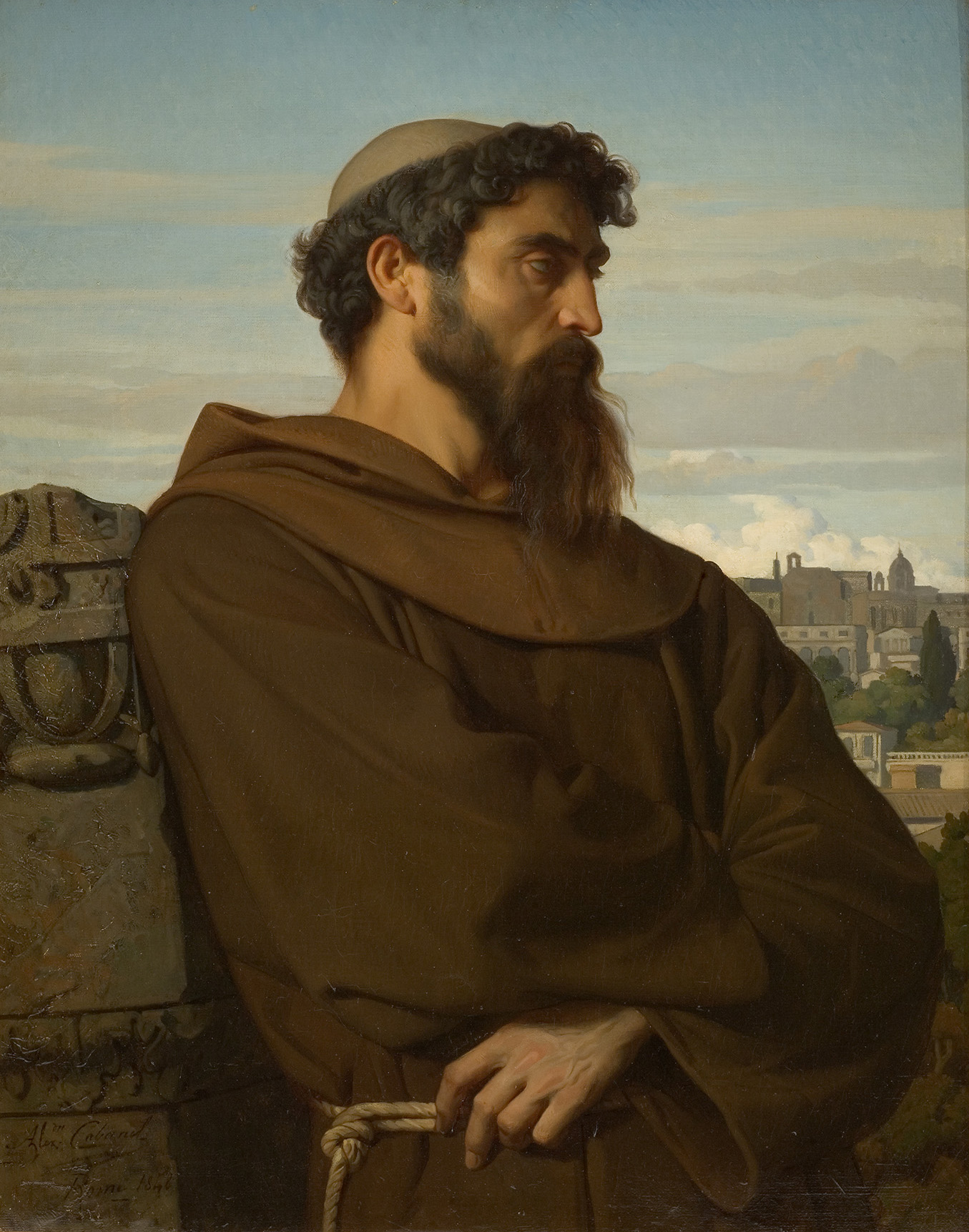
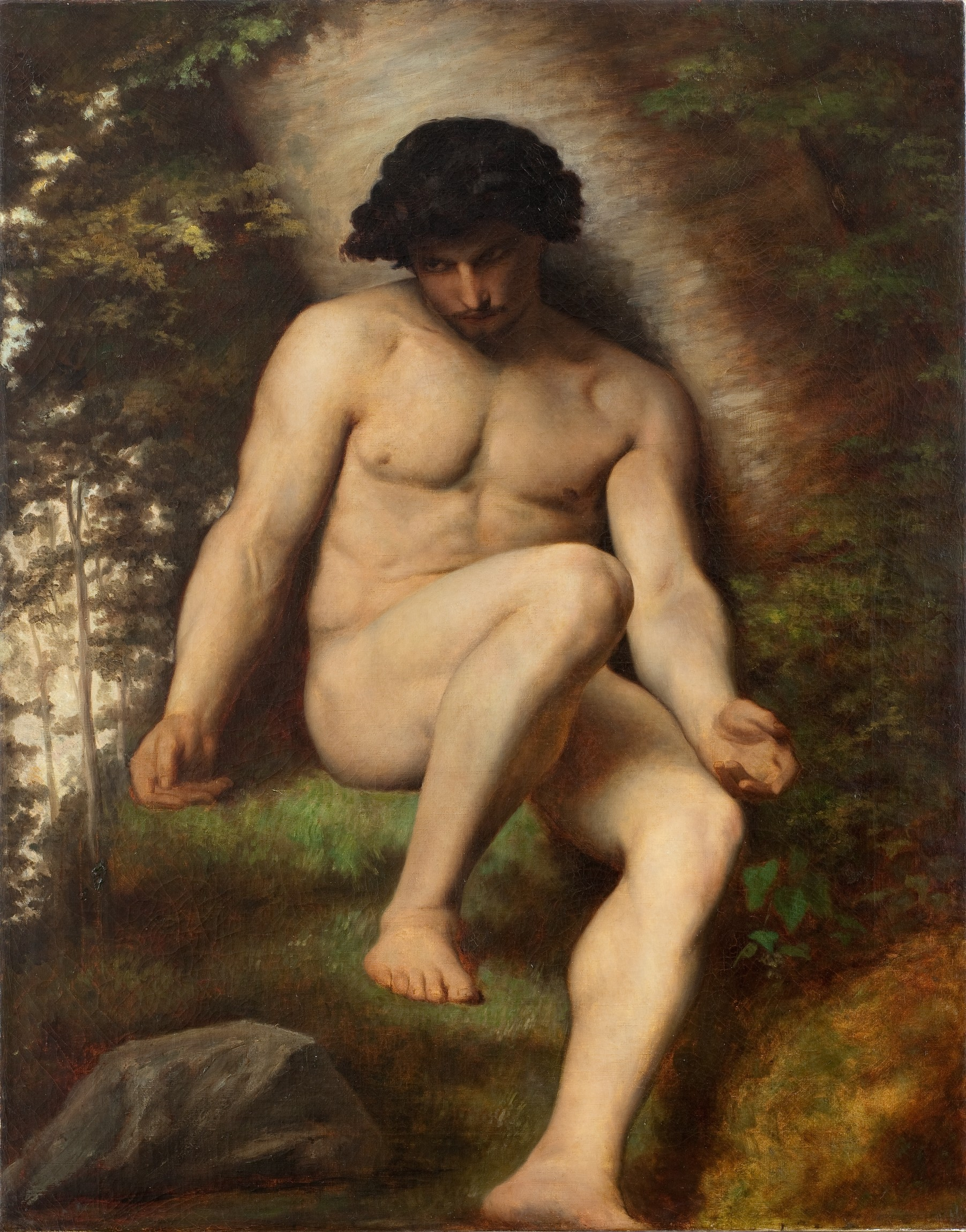
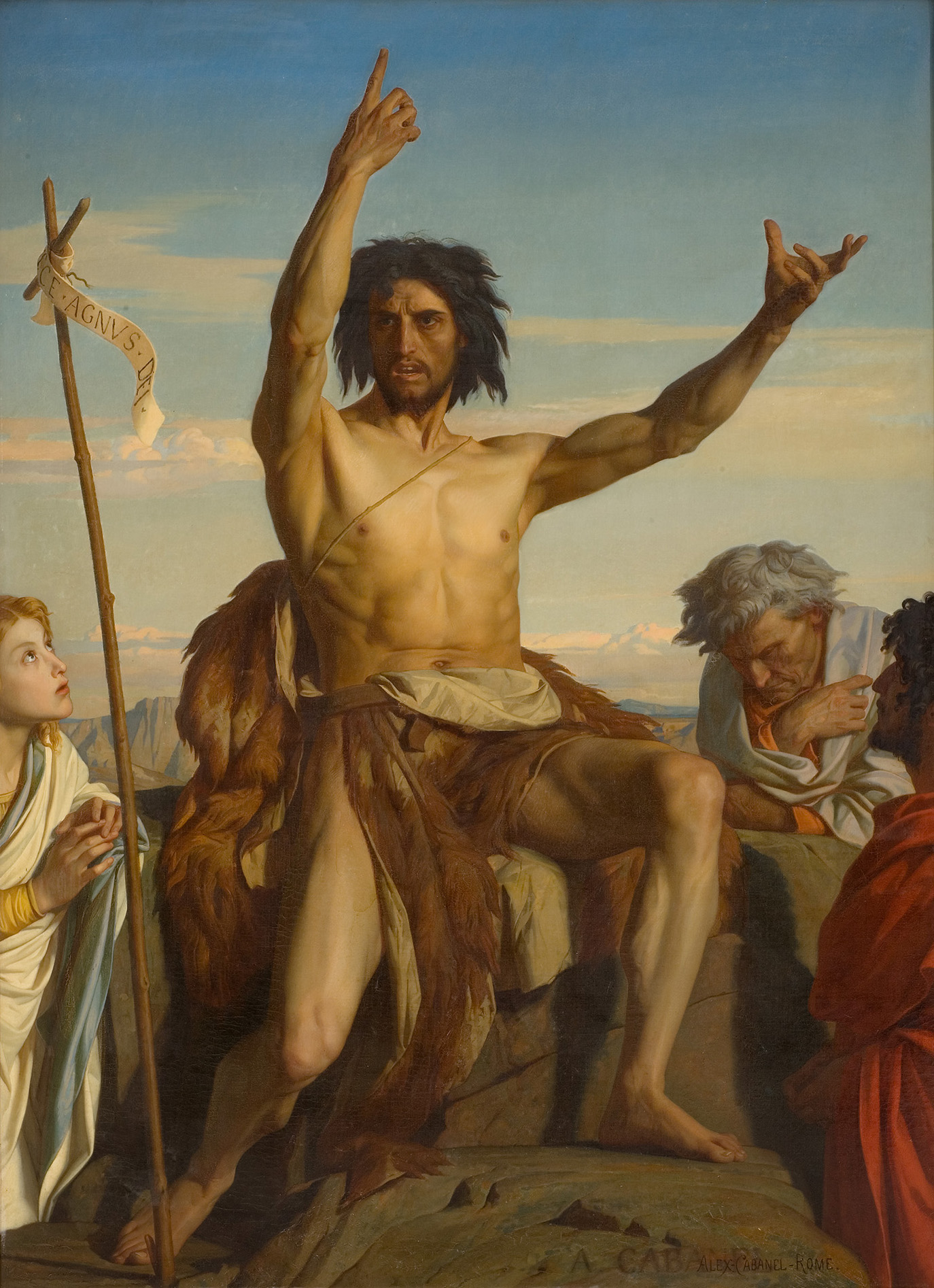
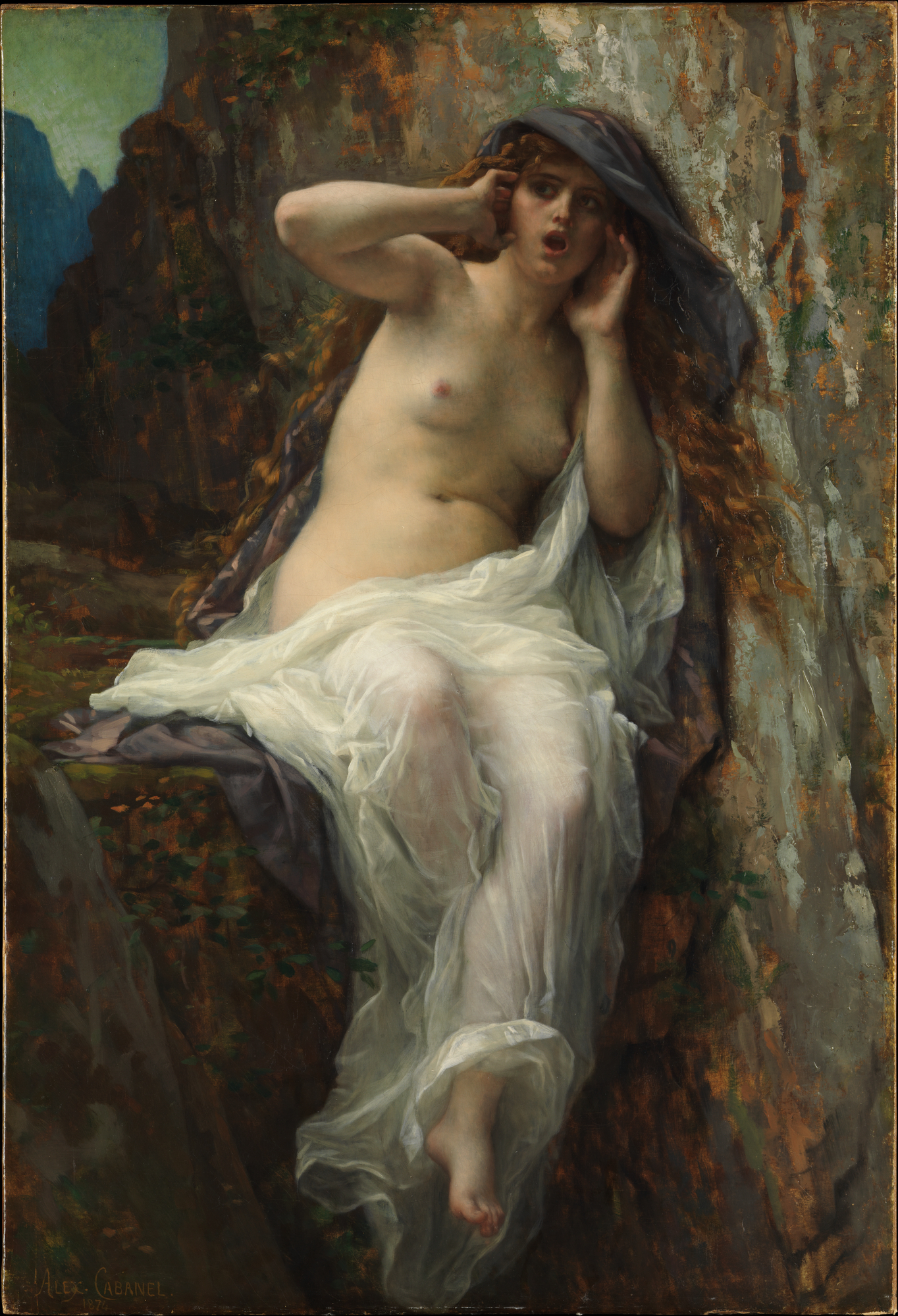
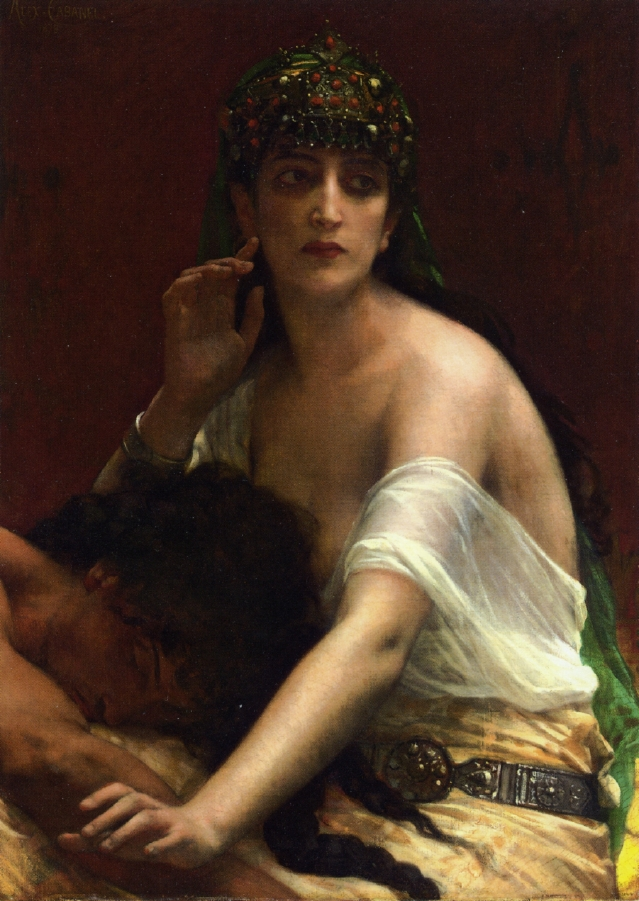
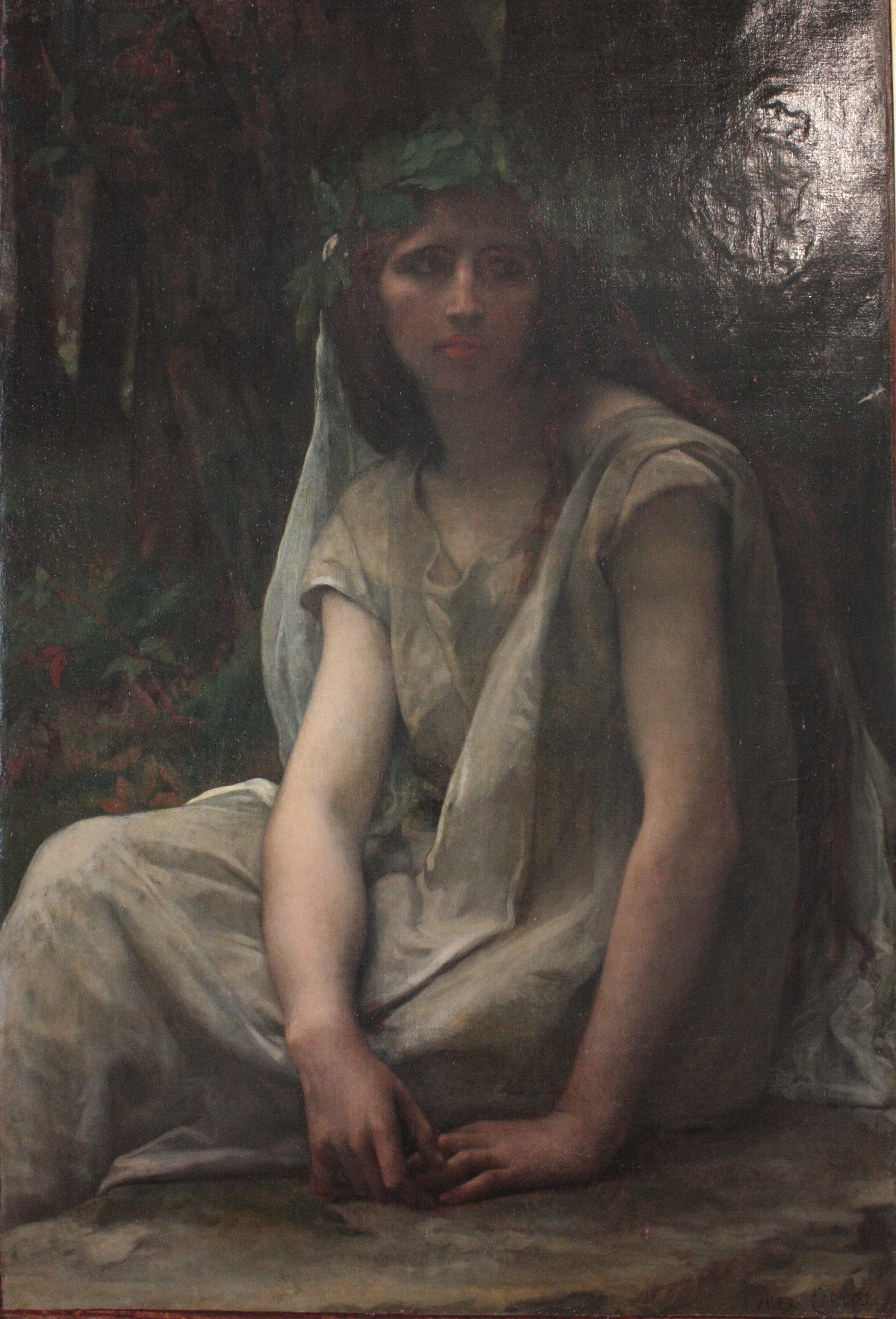
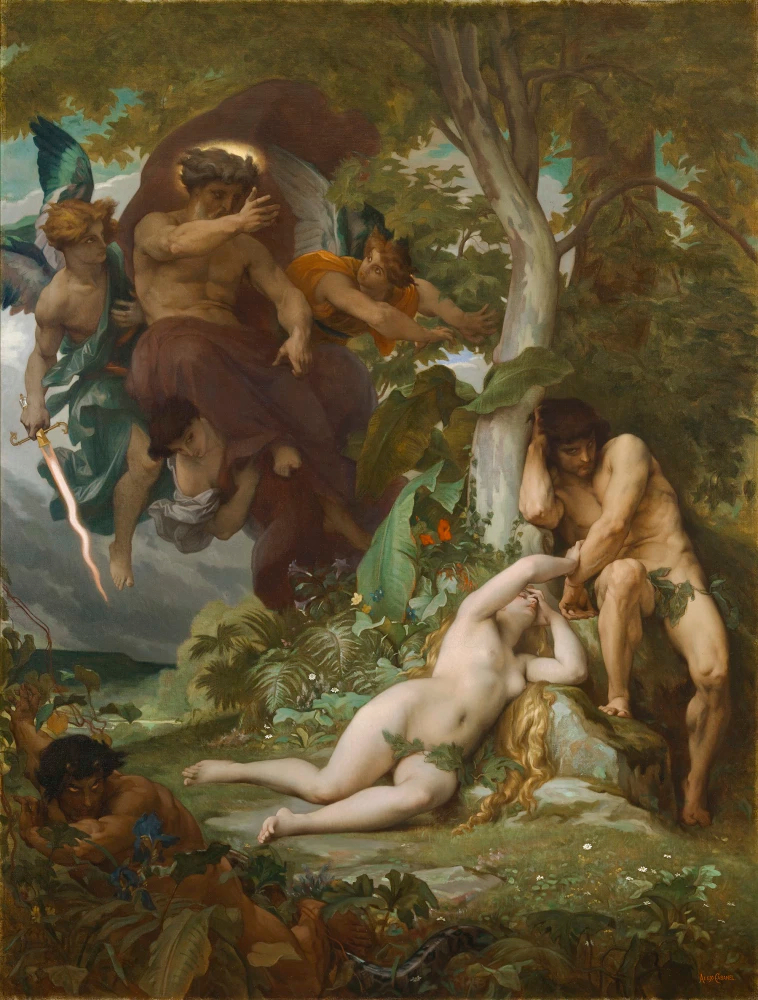
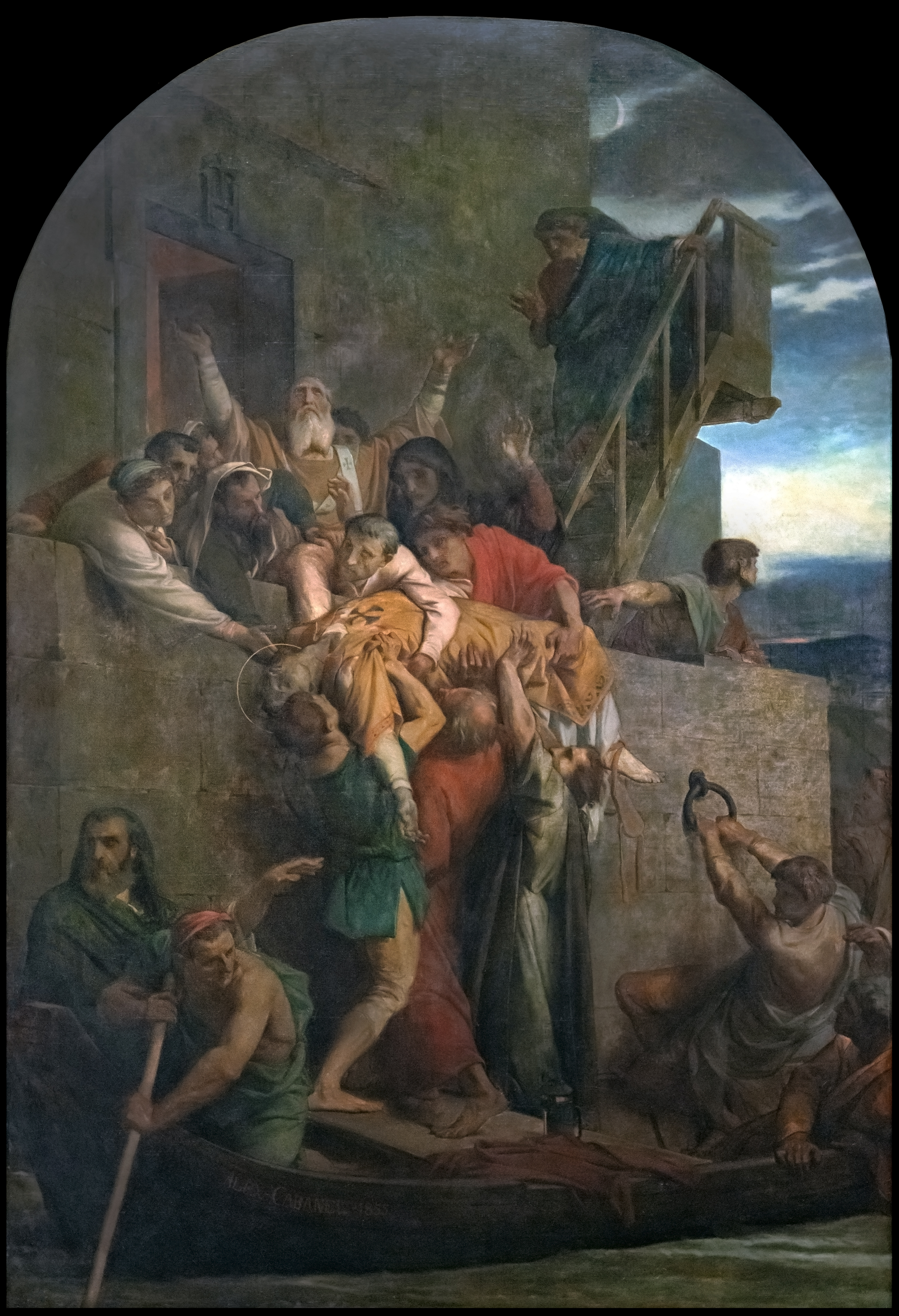
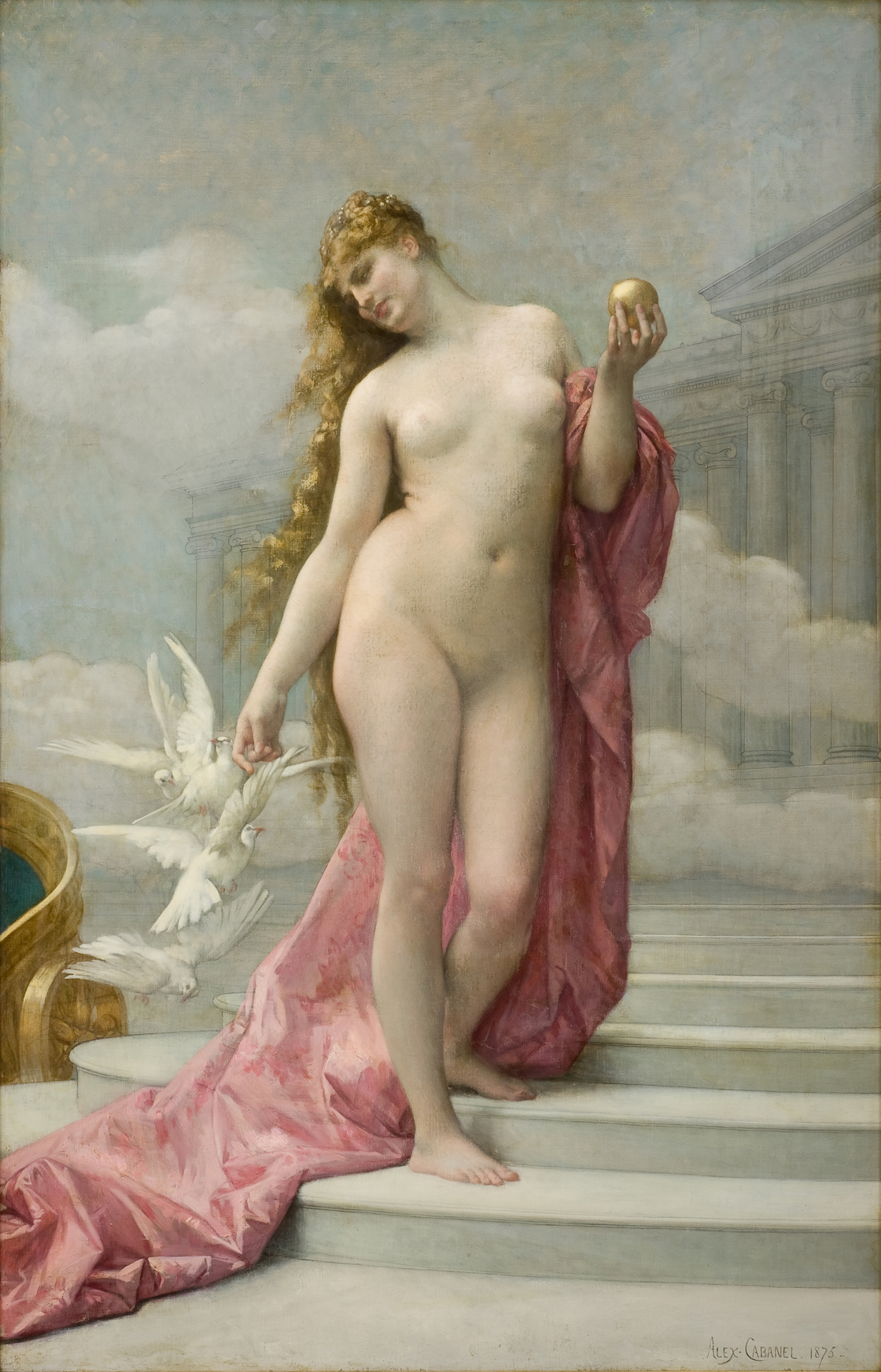

لوحات فنية
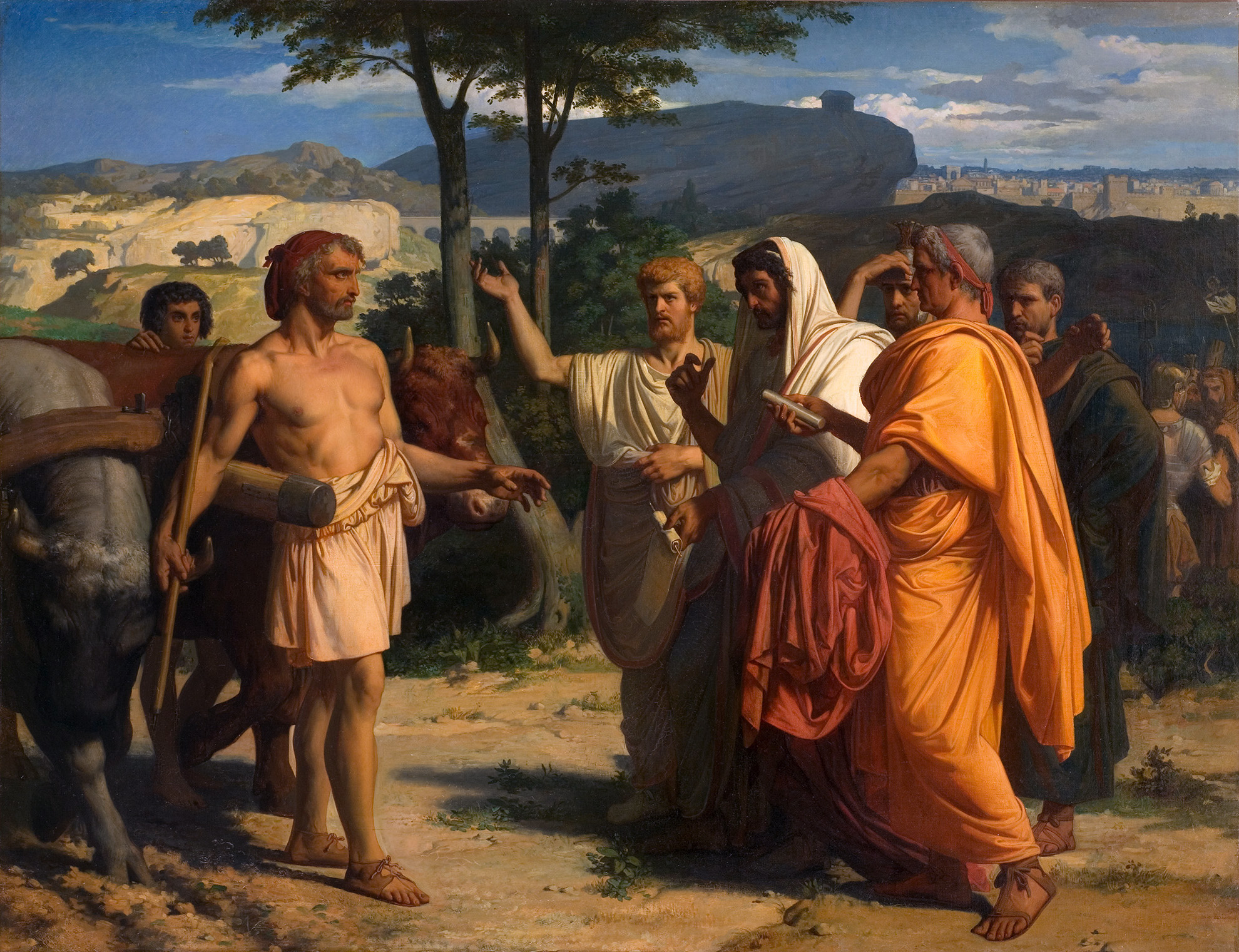
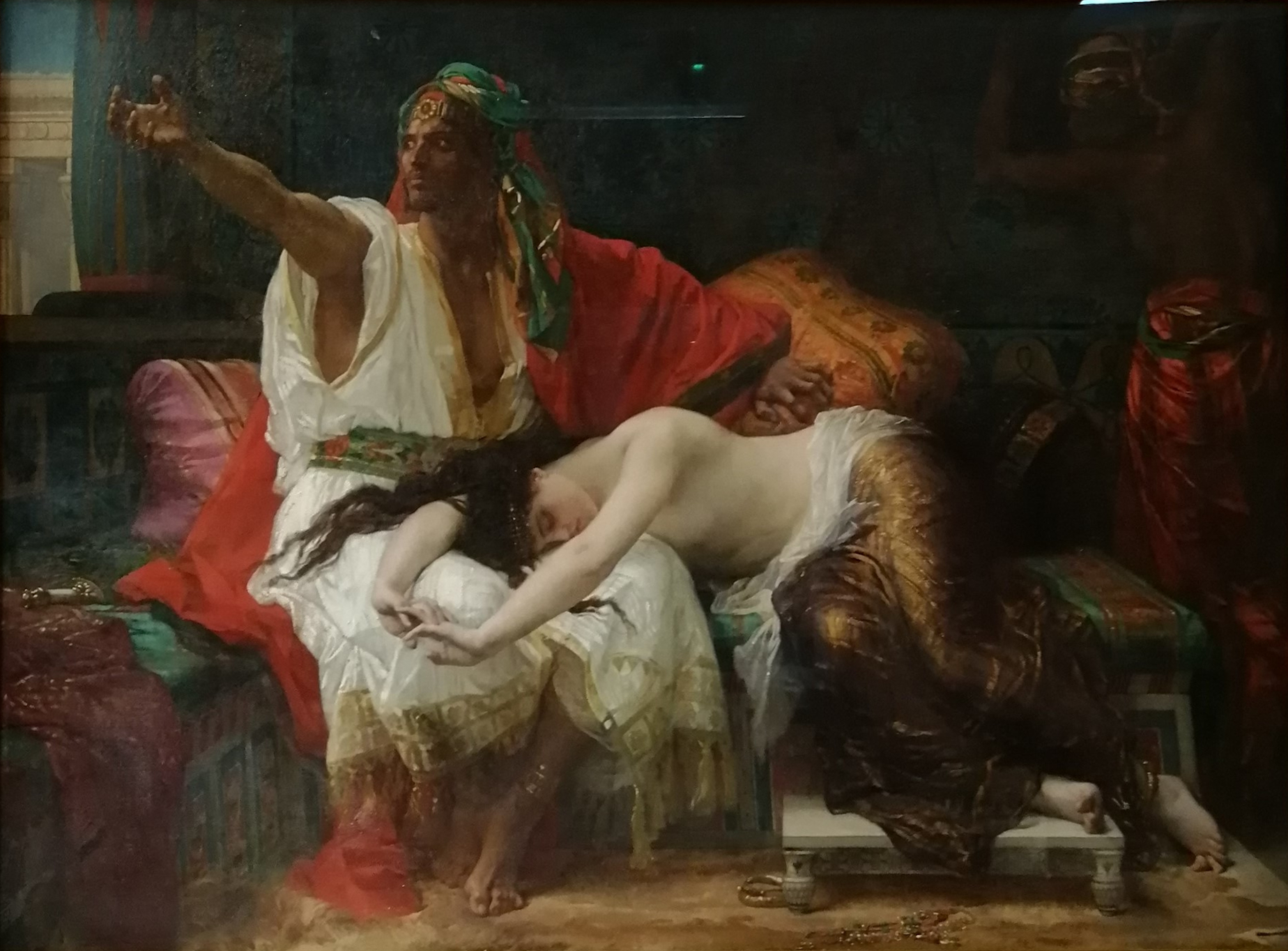
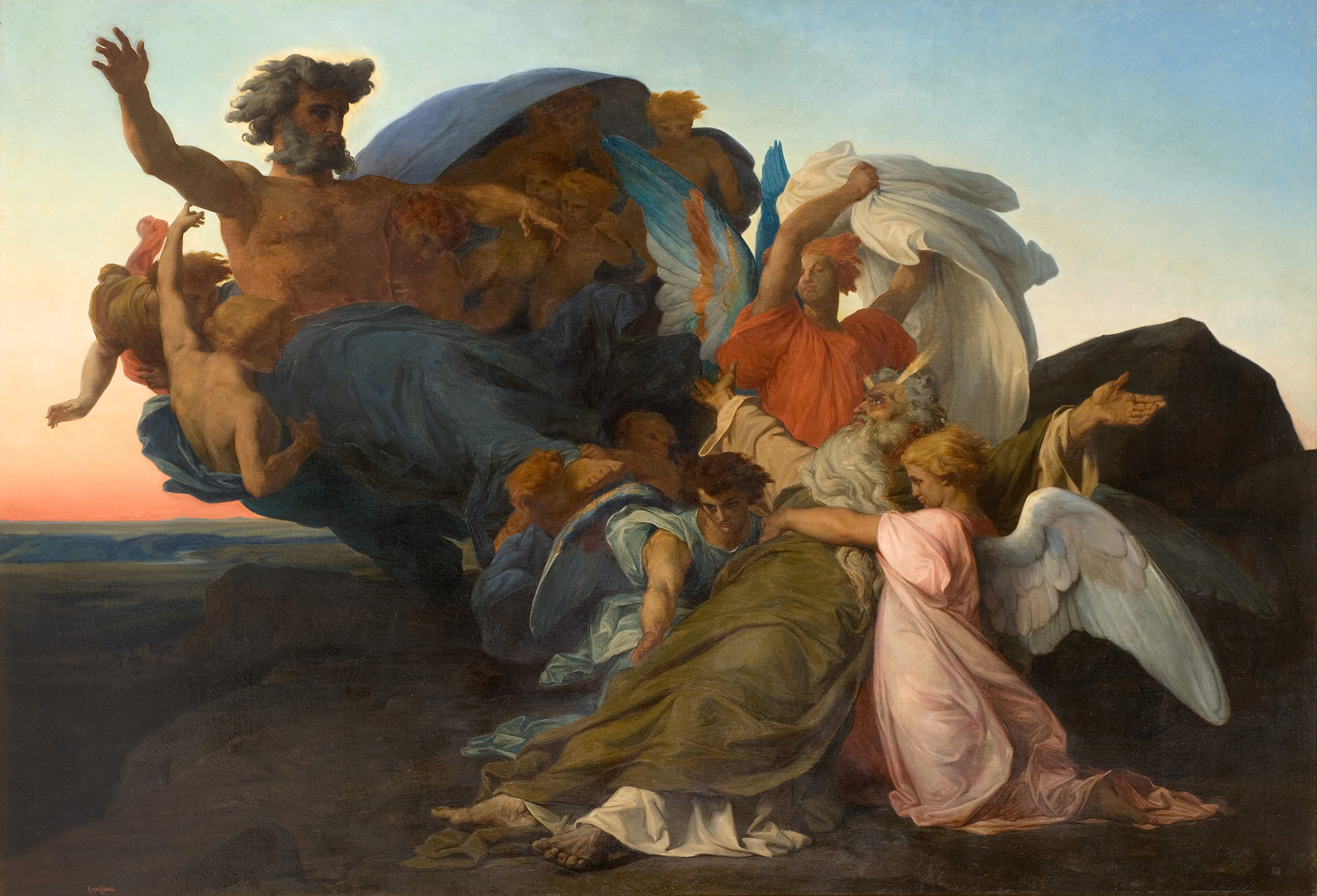
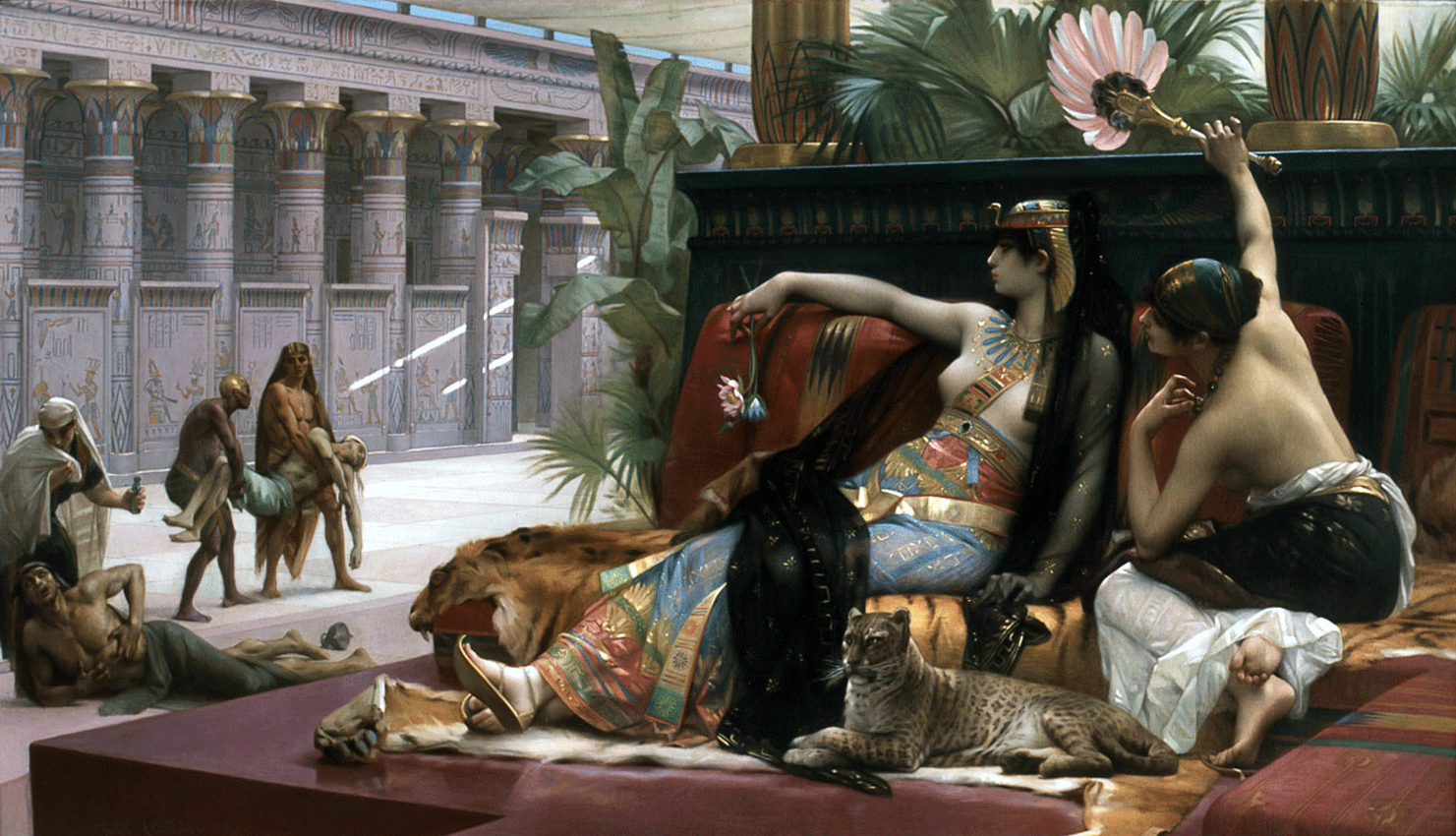
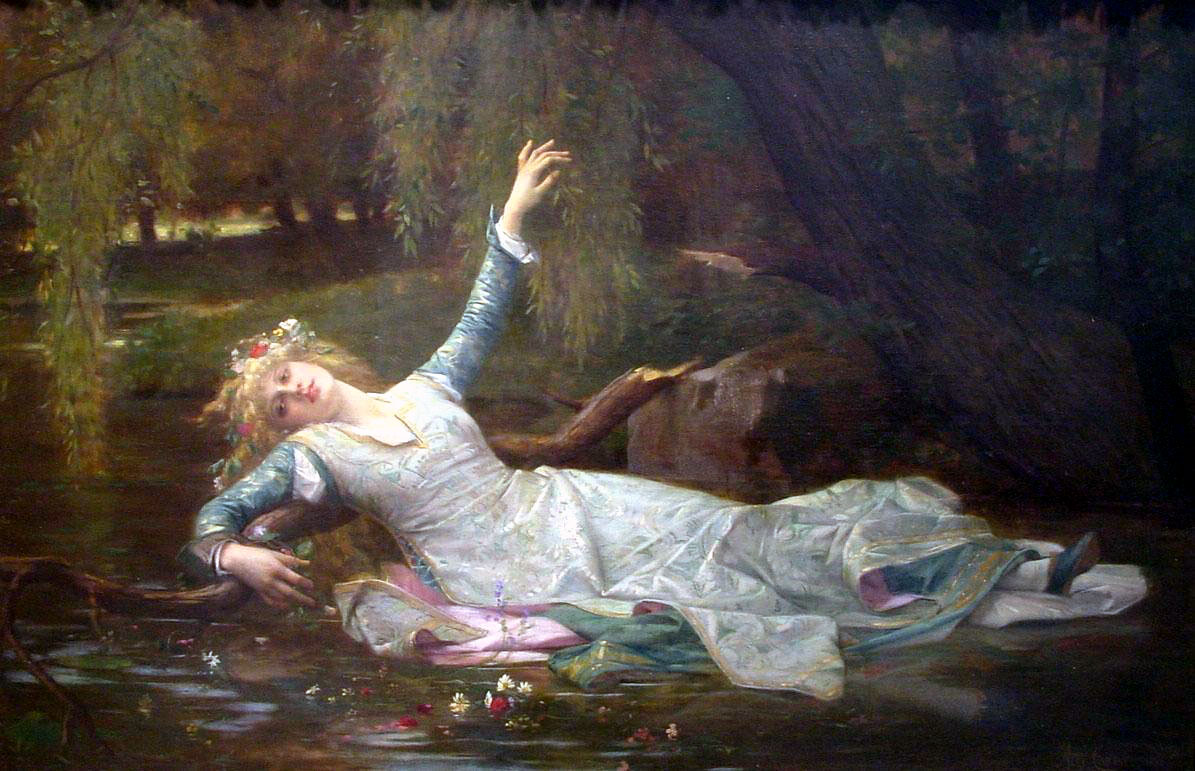
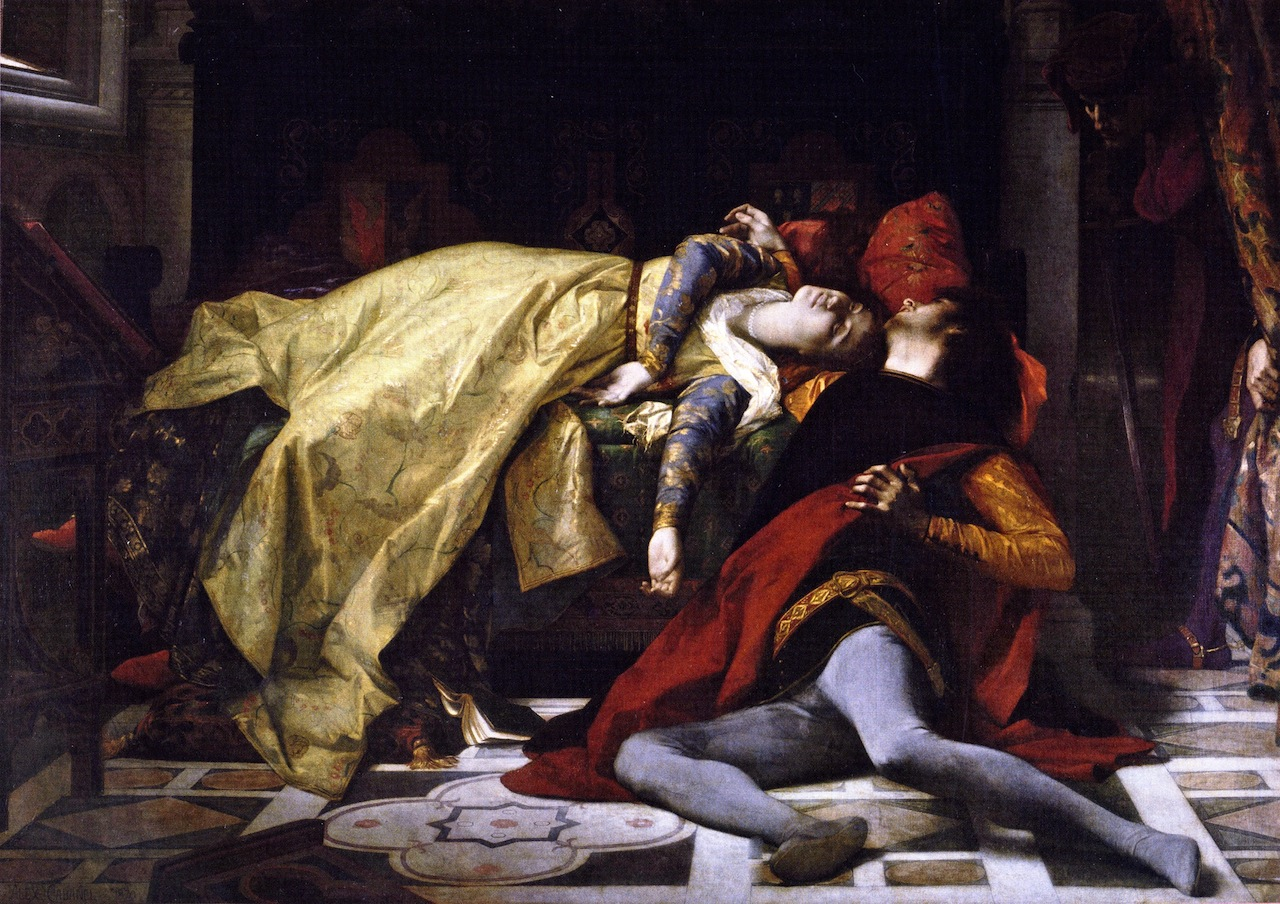